# Zottegem
Pour les articles homonymes, voir Poule de Zottegem.
Zottegem [ˈzɔtəɣɛm] est une ville et commune néerlandophone de Belgique située en Région flamande, dans la province de Flandre-Orientale.
La commune actuelle résulte de la fusion en 1977 de plusieurs anciennes communes.
Elle est particulièrement connue pour avoir été, de 1530 à 1707, la propriété féodale de la famille d'Egmont, notamment du comte Lamoral d'Egmont (1522-1568), une des figures emblématiques de l'insurrection des Pays-Bas contre Philippe II, dont le souvenir est perpétué par deux statues, un musée, la crypte où il est inhumé, et le château d'Egmont.
Le château de Leeuwergem, le Domaine de Breivelde et le Musée archéologique de Velzeke se trouvent également dans la commune.

## Sections de la commune
C'était une commune à part entière avant la fusion des communes de 1977.
| #  | Section                | Superf. (km²) | Habitants (2020) | Habitants par km² | Code INS  |
| -- | ---------------------- | ------------- | ---------------- | ----------------- | --------- |
| 1  | Zottegem               | 1,72          | 5.750            | 3.337             | 41081A    |
| 2  | Elene                  | 3,20          | 1.177            | 367               | 41081B0-1 |
| 3  | Oombergen              | 2,01          | 643              | 320               | 41081B2   |
| 4  | Leeuwergem             | 2,49          | 1.812            | 728               | 41081C    |
| 5  | Grotenberge            | 5,07          | 1.750            | 345               | 41081D    |
| 6  | Godveerdegem           | 3,34          | 1.234            | 370               | 41081E    |
| 7  | Erwetegem              | 9,41          | 3.100            | 330               | 41081F    |
| 8  | Audenhove-Saint-Géry   | 5,63          | 952              | 169               | 41081G    |
| 9  | Strijpen               | 6,09          | 4.455            | 731               | 41081H    |
| 10 | Velzeke-Ruddershove    | 13,23         | 3.312            | 250               | 41081J    |
| 11 | Audenhove-Sainte-Marie | 5,27          | 2.499            | 474               | 41081K    |

## Géographie

### Situation et communications
Zottegem est située à 30 km à l'ouest de Bruxelles, 10 km au sud-ouest d'Alost, 25 km au sud de Gand, 10 km à l'est d'Audenarde et 40 km au nord-est de Tournai.
Desservie par les routes RN 46 (Alost-Audenarde) et RN 42 (Gand-Lessines) qui s'y croisent à Nieuwege, elle est placée entre les autoroutes E40 (Bruxelles-Gand-Bruges), E429 (Bruxelles-Lille) et E17 (Gand-Lille).

### Relief et hydrographie
Zottegem est inclus dans le pays des « Ardennes flamandes », relativement vallonné par rapport à la plaine de Flandre. 
Les altitudes de la commune sont comprises entre 60 et 105 m (sommets de côtes, telles que celles des rues Slijpstraat-Kortendries, De Vlamme, Klemhoutstraat, Langendries). 
La commune est arrosée par le Molenbeek, affluent de rive droite de l'Escaut à Wichelen, et par le Molenbeek-Ter Erpenbeek, affluent de rive gauche de la Dendre, elle-même affluent de l'Escaut à Termonde.

### Organisation urbaine
La commune compte une ville-centre, Zottegem, et plusieurs sections:
- Erwetegem et Audenhove-Sainte-Marie au sud ;
- Grotenberge et Godveerdegem à l'est ;
- Leeuwergem, Elene, Velzeke-Ruddershove et Oombergen au nord ;
- Strijpen et Audenhove-Saint-Géry à l'ouest

## Histoire

### Antiquité
Des découvertes romaines et gallo-romaines ont été faites dans la commune (Velzeke, Spelaan Leeuwergem). 
Le vicus Velzeke était situé sur la route Boulogne-Asse-Tongres (nl) et la route entre Bavay et le nord (voie romaine Bavay-Velzeke). 
Plus tard une petite colonie germanique est établie sur la rive gauche du Bettelhovebeek (nl) (nom de chef germanique Sotto (le doux) + ingahaim (lieu du peuple de),.

### Moyen Âge
La plus ancienne mention de la localité, sous la forme Sotengem, date de 1083 ; dans des sources ultérieures, l'endroit s'appelait également Sothengem, Sottingem, Sottengem, Zotteghem, Sotengien, Sottheghem, Sottenghien, Sottegem, entre autres. 
C'était un petit village («Ten Dorpe») près de la fortification de Rothardus (aujourd'hui le château d'Egmont), qui a évolué d'une motte castrale et donjon fortifié à une forteresse en pierre. Au XIIIe siècle, les seigneurs du château de Zottegem ont encouragé l'émergence d'un nouveau noyau résidentiel d'une petite ville avec église paroissiale associée (un peu plus au sud, autour de l'actuel Markt-Marché et Heldenlaan). 
Le petit centre a prospéré à partir du XIVe siècle et en tant que «vryheydt», il a obtenu certains droits fiscaux, sociaux et économiques (maison de draps, administration propre, juridiction et à partir de 1524 loi sur le marché (marché hebdomadaire et deux marchés annuels),,. 

#### La baronnie de Zottegem
La baronnie de Zottegem (nl) fait partie du comté d'Alost, châtellenie du comté de Flandre ; cependant, se trouvant à l'est de l'Escaut, le comté d'Alost est un fief du Saint-Empire (Flandre impériale), alors que la plus grande partie du comté de Flandre relève du royaume de France (jusqu'au traité de Madrid de 1526). 
Le château des seigneurs de Zottegem (nl) est la propriété de plusieurs familles nobles successives, notamment : 
- la maison d'Edingen au XIIIe siècle ;
- la maison de Melun au XIVe siècle ;
- à l'époque des Pays-Bas bourguignons (1384-1482), et au début des Pays-Bas des Habsbourg,  la maison de Luxembourg-Fiennes, en particulier Jacques II (1443-1517) et son fils Jacques III (?-vers 1530), dernier représentant mâle de cette branche.

### Époque moderne

#### La famille d'Egmont à Zottegem (1530)
Vers 1530, la seigneurie passe à la maison d'Egmont, du fait du mariage de Françoise de Luxembourg (vers 1500-1557), sœur de Jacques III, avec Jean IV d'Egmont (1499-1528).
Jean IV, bien que comte d'Egmont, fait partie d'une branche cadette de la maison d'Egmont, dont les chefs sont ducs de Gueldre de 1423 à 1473 et de 1492 à 1538 (Charles II d'Egmont).
Françoise de Luxembourg, qui est à l'origine du palais d'Egmont de Bruxelles, transforme le château médiéval de Zottegem en une demeure de plaisance, qui prend par la suite le nom encore en usage de « château d'Egmont », alors que le nom de la famille vient de celui d'un village de Hollande, Egmond (aujourd'hui en Hollande-Septentrionale).
Son fils Lamoral (1522-1568) hérite de la seigneurie en 1557. Il connaît un destin tragique lié au conflit qui commence en 1568 entre les Dix-Sept Provinces des Pays-Bas et leur souverain, Philippe II, aussi roi d'Espagne. 

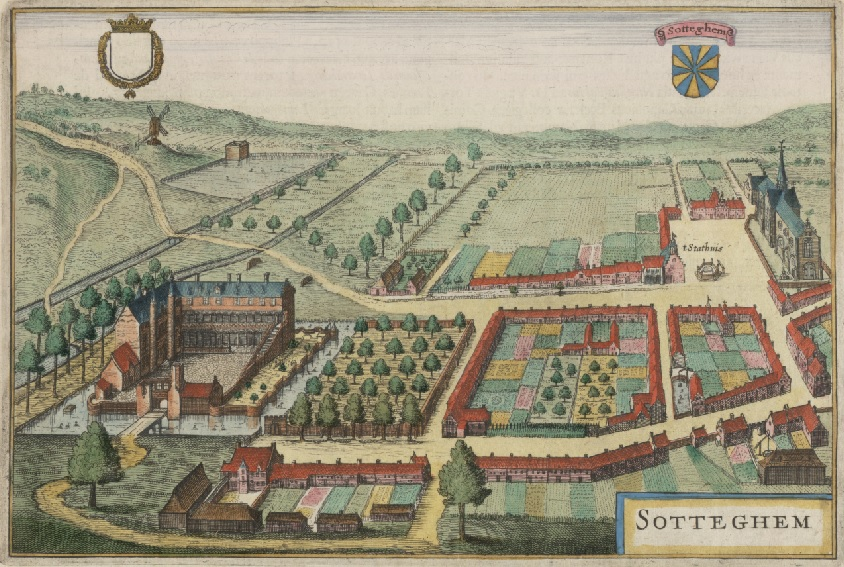
Zottegem dans la première moitié du XVIIe siècle (gravure du Flandria Illustrata - 1641)

#### Lamoral d'Egmont et l'insurrection des Pays-Bas
Lamoral d'Egmont est d'abord officier dans l'armée de Charles Quint à l'époque de la dixième guerre d'Italie, puis, après l'abdication de l'empereur en tant que souverain des Pays-Bas (octobre 1555), dans l'armée de son fils Philippe, qui devient roi d'Espagne en janvier 1556.
Après le retour à la paix (1559), Lamoral est nommé membre du Conseil d'État des Pays-Bas, dans lequel il représente, aux côtés de Guillaume d'Orange et de Philippe de Hornes, la noblesse néerlandaise (catholique) opposée à la politique de centralisation et de répression religieuse à outrance (contre le protestantisme) voulue par Philippe, parti en Espagne dès 1559.
Cette politique aboutit en 1566 à la révolte des Gueux, puis à la furie iconoclaste (1566-1567). Aucun des trois conseillers d'État ne participe à ces mouvements, ils sont même opposés au deuxième. Après la défaite des insurgés de Valenciennes (mars 1567), Guillaume d'Orange préfère tout de même s'exiler en Allemagne, tandis qu'Egmont et Hornes restent à Bruxelles. Peu confiant dans l'autorité de sa demi-sœur, Marguerite de Parme, Philippe II décide d'envoyer aux Pays-Bas le Ferdinand Alvare de Tolède, duc d'Albe avec des troupes espagnoles. Albe arrive à Bruxelles le 23 août ; le 9 septembre, Egmont et Hornes sont arrêtés, puis jugés et condamnés à mort pour haute trahison. 
Au printemps 1568, Guillaume d'Orange lance une offensive contre l'armée du duc d'Albe. Il remporte une victoire à Heiligerlee (23 mai). Le 5 juin, Lamoral d'Egmont et Philippe de Hornes sont décapités à Bruxelles, devenant les victimes emblématiques de l'oppression du roi d'Espagne sur les Pays-Bas, au début d'une longue insurrection qui va aboutir à la création des Provinces-Unies (1581).
Après l'exécution, Lamoral d'Egmont est inhumé dans la crypte de l'église Notre-Dame-de-l'Assomption (Zottegem) (nl). Tous ses biens, notamment la seigneurie de Zottegem, sont confisqués, mais seront restitués à la famille dès les années 1570.

#### Zottegem dans la guerre (1577-1585)
Dans les années 1577 à 1585, cruciales pour l'insurrection, Zottegem subit les effets des combats qui opposent l'armée des gouverneurs généraux (don Juan d'Autriche puis Alexandre Farnèse), celle des insurgés (souvent calvinistes) commandée par Guillaume d'Orange et celle des États généraux. 
Après la proclamation par les États généraux des villes et provinces insurgées de la déchéance de Philippe II (acte de La Haye) en 1581, le comté de Flandre et le duché de Brabant sont reconquis par Alexandre Farnèse jusqu'à Anvers inclus (août 1585). 
Zottegem devient une ville des Pays-Bas espagnols, des Pays-Bas autrichiens à partir de 1714.

#### L'époque des Pays-Bas espagnols, puis autrichiens (1585-1794)
Zottegem subit à plusieurs reprises les violences de guerre, principalement de la part des troupes françaises en guerre contre le roi d'Espagne (1645, 1658, 1671, 1690-1701) ou contre la maison d'Autriche (Marie-Thérèse) pendant la guerre de Succession d'Autriche (1742-1748). 
À partir de 1707, le château d'Egmont est aux mains de la famille Pignatelli, du fait du mariage entre la dernière descendante de Lamoral d'Egmont avec le Napolitain Nicolas Pignatelli, duc de Bisaccia. Les Pignatelli conservent le nom d'Egmont, notamment Casimir (1727-1801).
À cette époque, Zottegem devient un petit centre commercial et artisanal d'importance régionale. 

### L'époque contemporaine

#### La période des révolutions (1794-1839)
De 1794 à 1838, Zottegem traverse une période agitée de l'histoire des Pays-Bas méridionaux : l'occupation, puis l'annexion par la République française (1794), qui devient l'Empire de Napoléon (1804) ; l'intégration au royaume uni des Pays-Bas (1815) ; la révolution belge (1830) et la création du royaume de Belgique (1839). 

#### Dans le royaume de Belgique, 1839-1914

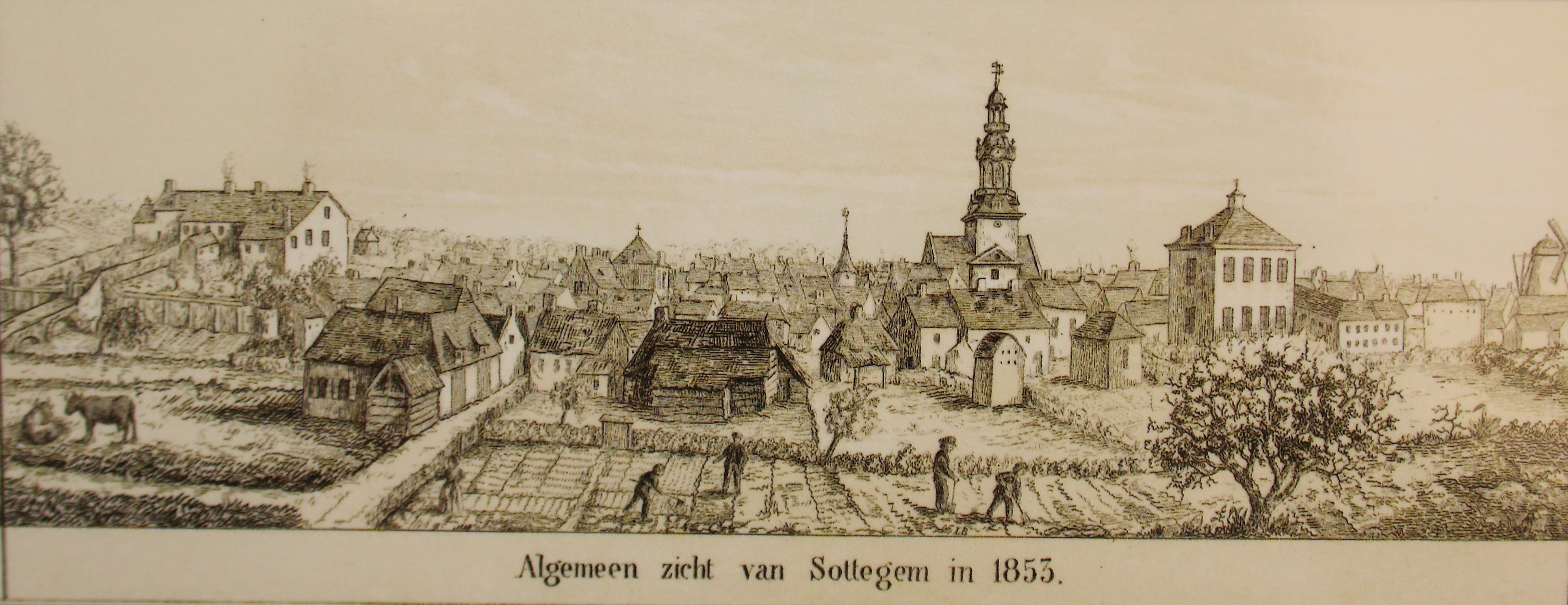
Zottegem en 1853.

En 1867, la ligne de chemin de fer entre Gand et Braine-le-Comte est construite (jusqu'au bassin houiller wallon) et la gare de Zottegem est mise en service, suivie en 1870 par la ligne Bruxelles – Courtrai et en 1875 par la ligne Alost – Renaix.
Le centre-ville s'agrandit vers la gare et la population augmente rapidement. Zottegem devient un centre industriel, avec une douzaine de brasseries (De Klok, Crombé, De Meyer, Barbry, Het Lam, Droesbeque , De Toekomst, De Cock), des fabriques de poêles, de chaussures, des usines textiles,, (Sanitary, Cantaert, Schockaert- Smeets, Cousy, etc.). 
À la fin du siècle, des industriels et autres citoyens fortunés font construire des demeures imposantes de style Art Déco, éclectique ou « cottage[réf. nécessaire] ».
Des écoles sont créées (Institut Notre-Dame Deynsbeke, Institut Sainte-Barbe).

#### Période des guerres mondiales (1914-1945)
À partir du 7 septembre 1914 Zottegem était occupé par les Allemands. Lors de la Première Guerre mondiale plusieurs membres d'un réseau d'espionnage ferroviaire (Roels, Vanden Bossche) ont été exécutés à Masnuy-Saint-Jean. Il y a eu plusieurs bombardements (par la force aérienne britannique) et le 10 novembre 1918 les Allemands ont fait exploser la gare. Le 3 novembre 1918 l'empereur allemand Guillaume II est passé par Zottegem.  En 1921 un monument aux héros (Heldenmonument) a été érigé au centre-ville.
Le 19 mai 1940 l'armée allemande a occupé Zottegem lors de la Seconde Guerre mondiale. Jules Lootens, enseignant et membre de la résistance, est mort le 7 décembre 1943 à Gross-Rosen. Le 11 août 1944 le baron Idès della Faille d'Huysse a été exécuté par des collaborateurs tout près du château de Leeuwergem. Le 3 septembre 1944 une colonne allemande (qui battait sa retraite) s'est heurtée contre des Anglais; 16 soldats allemands et 6 civils ont trouvé la mort. L'enseignant Firmin Bogaert est décédé en tant que prisonnier politique en avril 1945. Au moins 12 personnes d'origine juive ont pu trouver refuge à Zottegem.

#### Zottegem depuis 1945
À partir des années 1950, de nouveaux quartiers résidentiels apparaissent. 
La commune nouvelle de Zottegem issue des fusions de 1971 et 1977 reçoit le titre de « ville » en 1985. 
De nos jours, Zottegem est principalement un centre régional de commerce et de services, avec des magasins, l'hôpital Sint-Elisabeth et des écoles (Koninklijk Atheneum Zottegem, Richtpunt Campus Zottegem, Onze-Lieve-Vrouwcollege).
La population inclut un nombre assez élevé de « navetteurs » (travailleurs pendulaires, effectuant une navette de travail entre leur résidence à Zottegem et les grandes villes alentour).

## Héraldique
|  | La commune possède des armoiries qui lui ont été octroyées le 9 octobre 1990. Elles proviennent des plus anciens seigneurs de Zottegem dans les couleurs les plus utilisées par cette famille. Le 3 novembre 1977, le conseil demanda l'autorisation de conserver les armoiries en usage après la fusion avec les autres communes. Cela a été interdit et beaucoup plus tard, en 1984, le Conseil héraldique flamand a proposé d'utiliser les anciennes armoiries mais dans des couleurs historiques (or et rouge) et couronnées de la couronne, telles qu'elles étaient utilisées par la ville au XVIIe siècle. Le conseil municipal n'a pas aimé le changement de couleur et aucunes armoiries n'ont été accordées. Des preuves historiques de l’utilisation de l’or et du bleu ont été trouvées sur plusieurs cartes historiques et rouleaux d’armoiries. On a supposé que les seigneurs de Zottegem utilisaient l'or et le rouge, mais que la ville elle-même utilisait de l'or et du bleu. Finalement, il fut décidé que les anciennes couleurs de Zottegem étaient le bleu et l’or et qu’elles provenaient des armoiries des seigneurs du XIIIe siècle. Ceux-ci utilisaient un lion comme symbole unique sur leurs armoiries, et ce lion fut finalement accordé. Les armoiries précédentes avaient été accordées le 2 septembre 1818 et confirmées le 13 avril 1838. Elles sont issues des armoiries des seigneurs d’Enghien. Lord Walter van Zottegem décède en 1216 et sa fille Alice épouse Zeger d'Enghien. Leurs deux fils se partagent les biens et Geraad d'Enghien hérite de Zottegem. Il continue d'utiliser les vieilles armoiries mais pour les distinguer de celles de son frère, il a changé les couleurs en or et en rouge. Le domaine et la ville de Zottegem continuent d’utiliser ces armoiries jusqu’en 1793. En 1818, les armoiries ont été restaurées mais maintenant sous les couleurs nationales néerlandaises. Celles-ci ont été confirmées en 1838, mais les anciennes couleurs n'ont pas été restaurées. Blasonnement : D'azur au lion d'or. Source du blasonnement : Heraldy of the World. |

## Toponymie
- Sottengem (1088)
- Sottingem (1120)
- Sotengem (1150-54)
- Sothenghem (1174)
- Sotenchem (1175)
- Sottenghem (1180)
- Sotengien (1187)
- Sotingien (1193)
- Sotenghien (1193)
- Sotenghiem (1193)
- Sotenghem (1195)
- Sotteghem (1202)

## Démographie

### Évolution démographique: Avant la fusion des communes
- Sources : INS, Rem. : 1831 jusqu'en 1961 = recensements[33].

### Évolution démographique de la commune fusionnée
Graphe de l'évolution de la population de la commune. Les données ci-après intègrent les anciennes communes dans les données avant la fusion en 1977.
- Source : DGS - Remarque: 1806 jusqu'à 1970=recensement; depuis 1971=nombre d'habitants chaque 1er janvier[34]

### Langues
En 2020, les pourcentages des langues maternelles recensées parmi les enfants de la commune étaient :
- 76 % pour le néerlandais,
- 12 % pour le français
- 3,7 % pour l'arabe[35].

## Patrimoine

### Relatif à Lamoral d'Egmont et à la famille d'Egmont
- le château d'Egmont
- la crypte d'Egmont
- le musée d'Egmont
- les statues d'Egmont

### Autres
- le musée archéologique de Velzeke
- la statue de Jules César
- le domaine de Breivelde
- le château de Leeuwergem

## Personnalités
- Lamoral (comte d'Egmont) (1522-1568), homme d’État des Pays-Bas des Habsbourg sous le règne de Charles Quint et de Philippe II
- Klaas Van der Linden, artiste peintre belge.
- Patricia De Martelaere (1957-2009), écrivaine flamande
- Brigitte Schockaert (1933-), cavalière de saut d'obstacles, y est née.
- Herman Verbaere (1906–1993), peintre

## Galerie

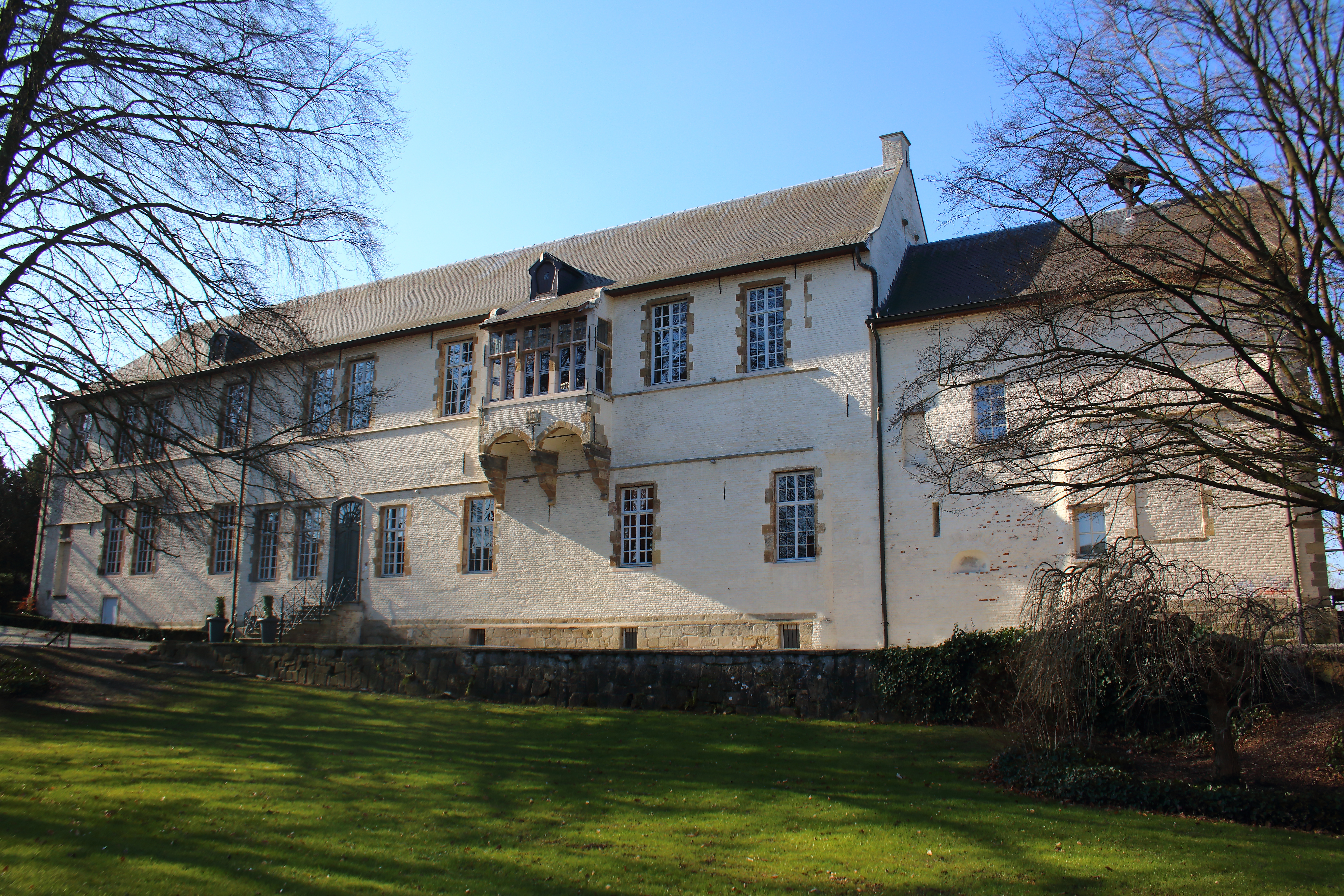
Château d'Egmont
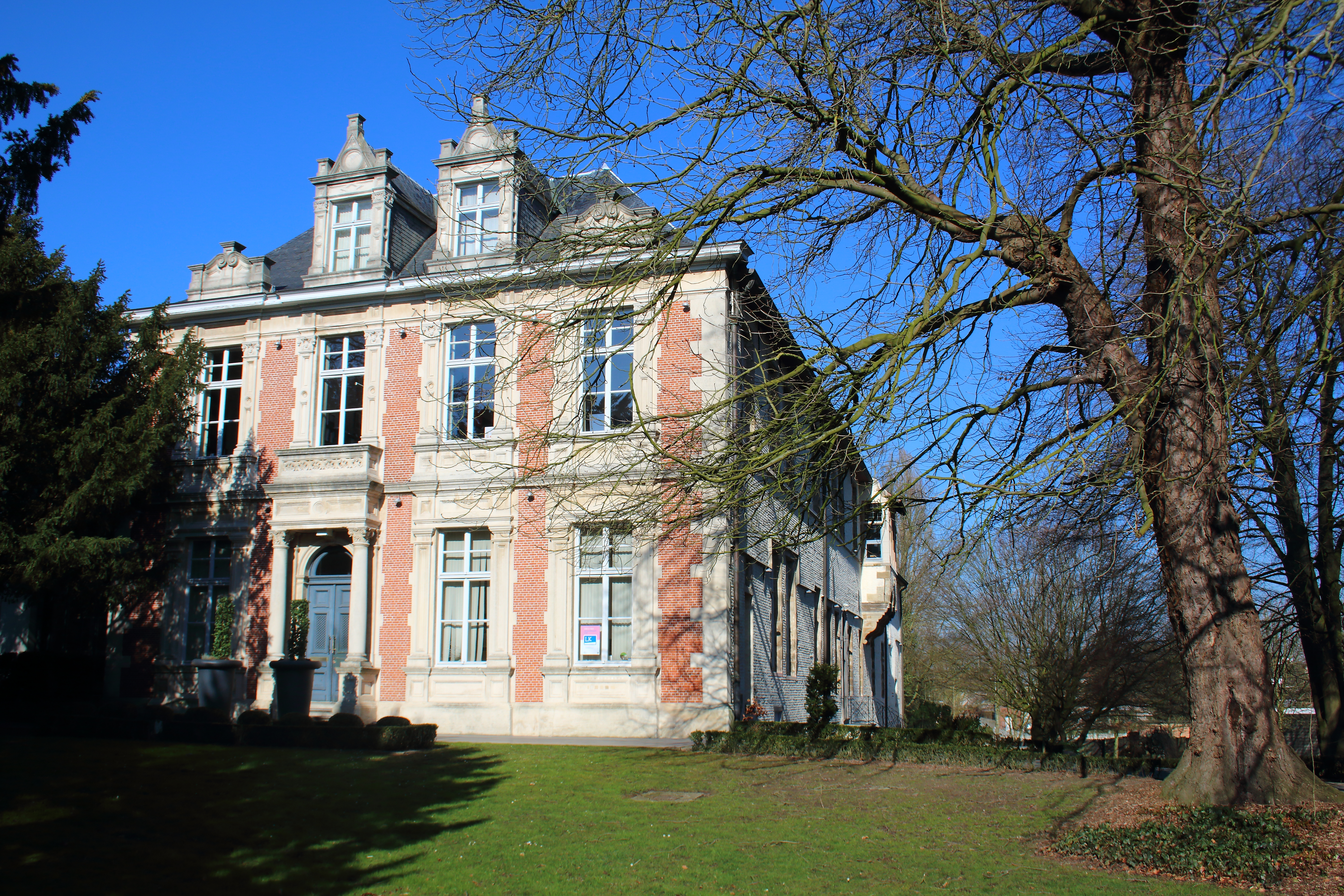
Château d'Egmont
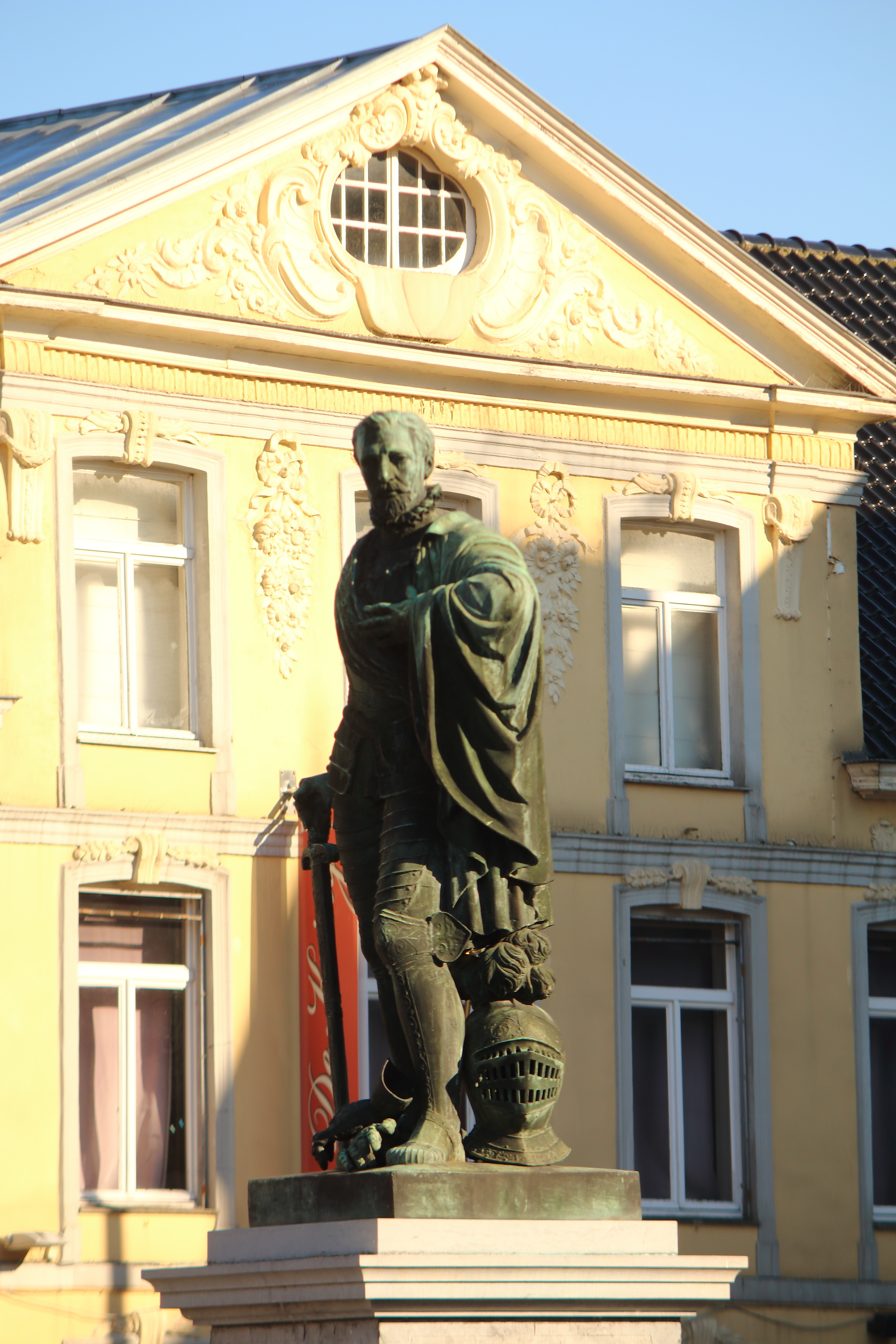
statue d'Egmont, place du marché
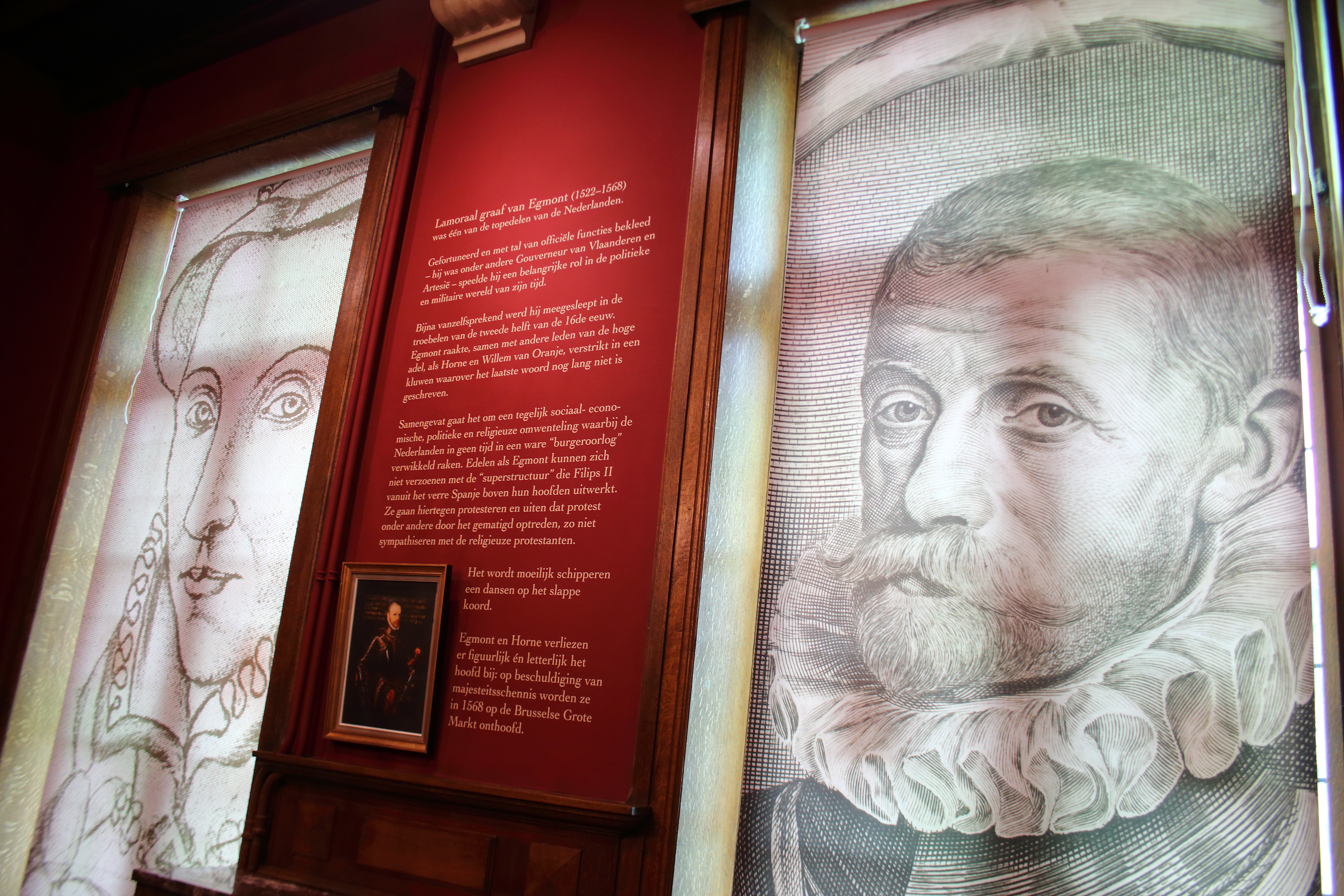
musée d'Egmont, hôtel de ville
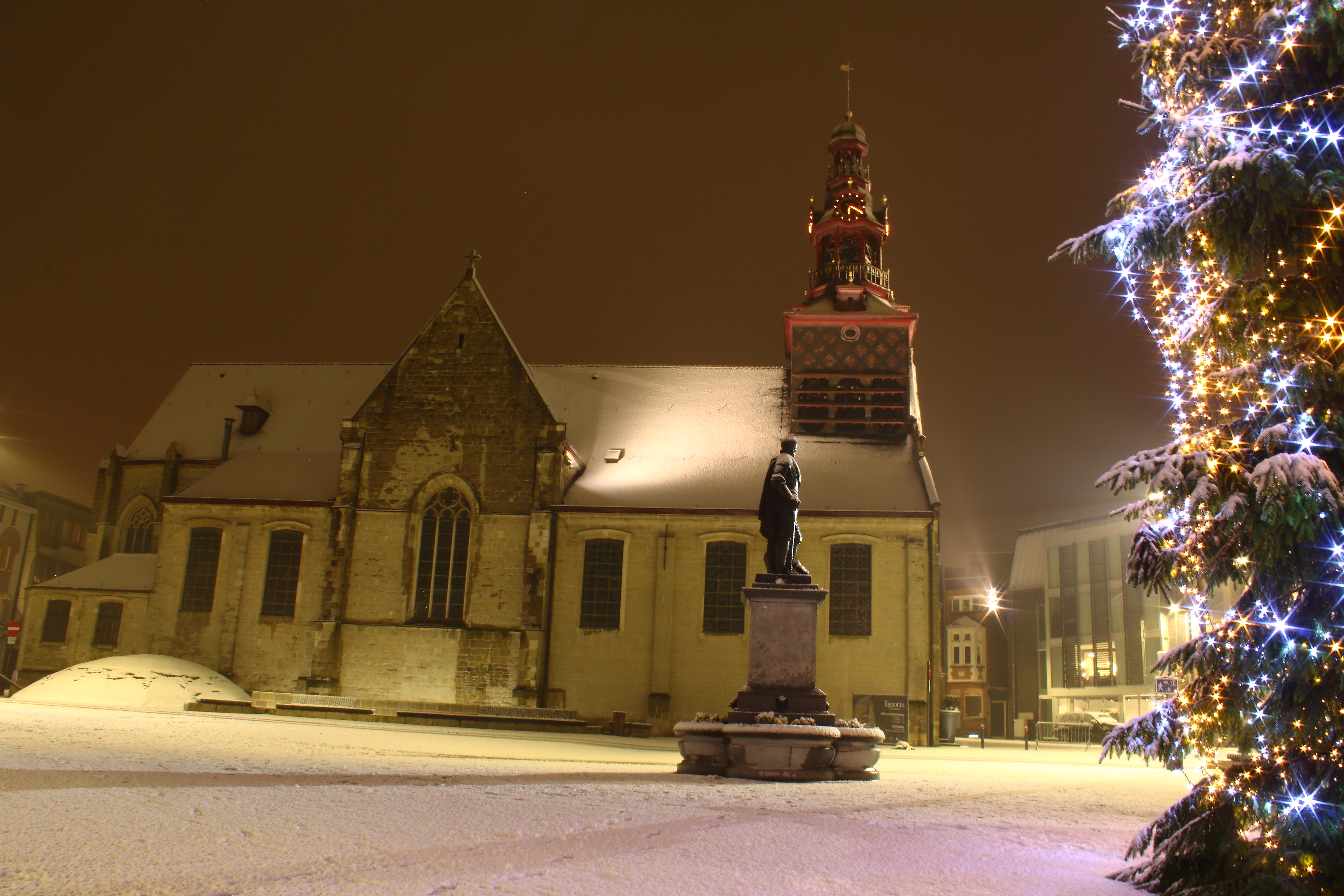
Église de l'Assomption, place du marché
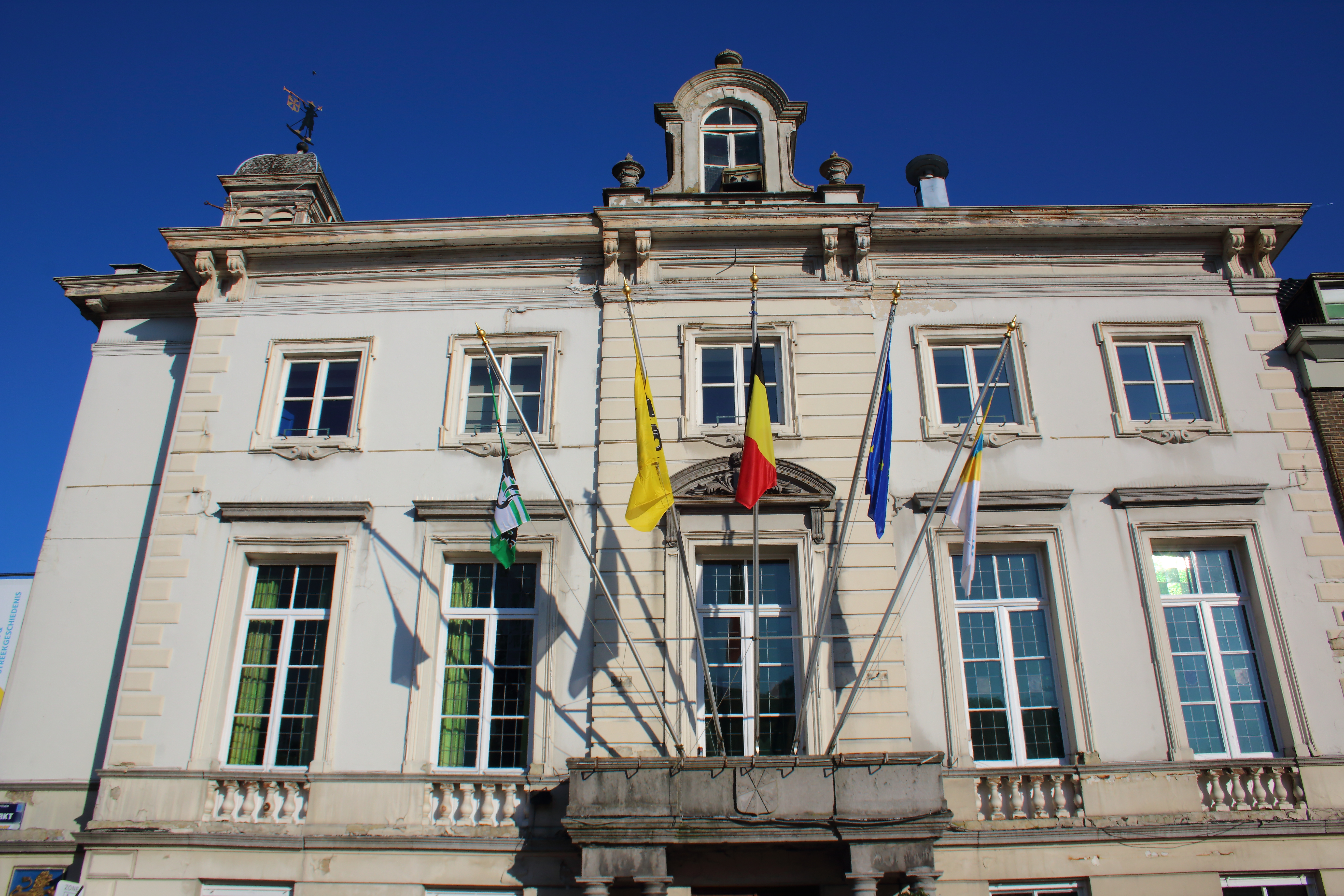
Hôtel de ville, place du marché
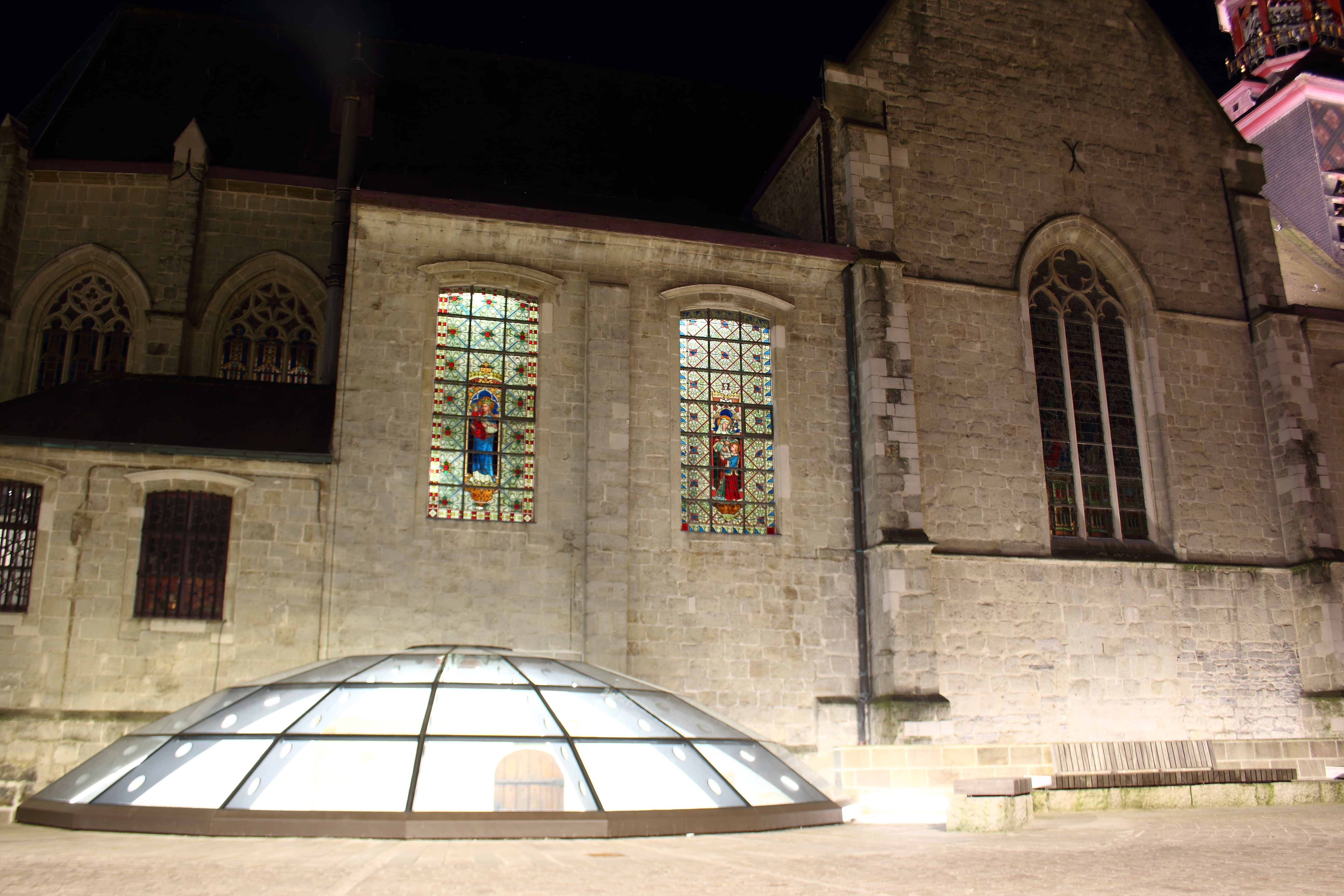
crypte d'Egmont, place du marché
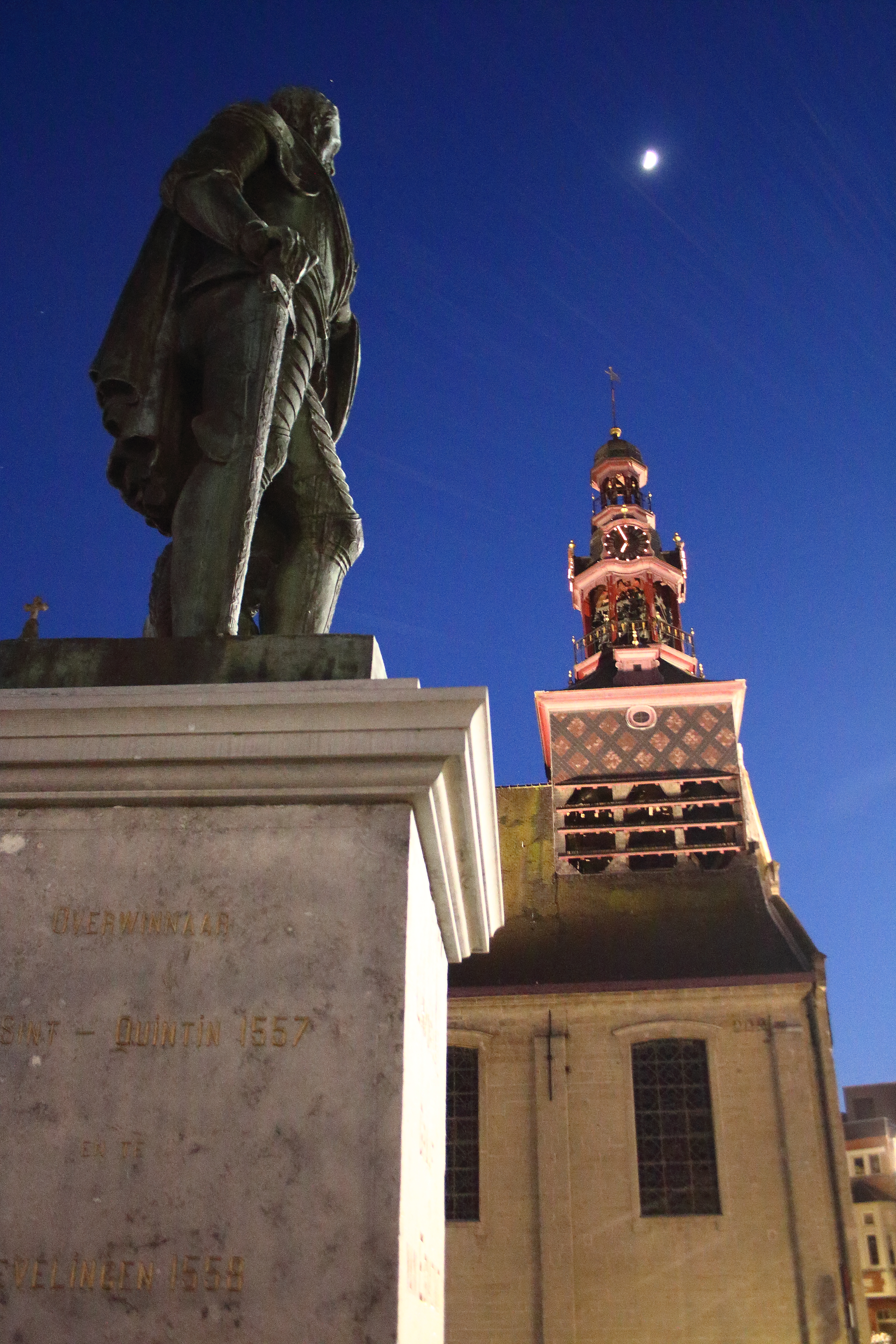
Église de l'Assomption, statue d'Egmont place du marché
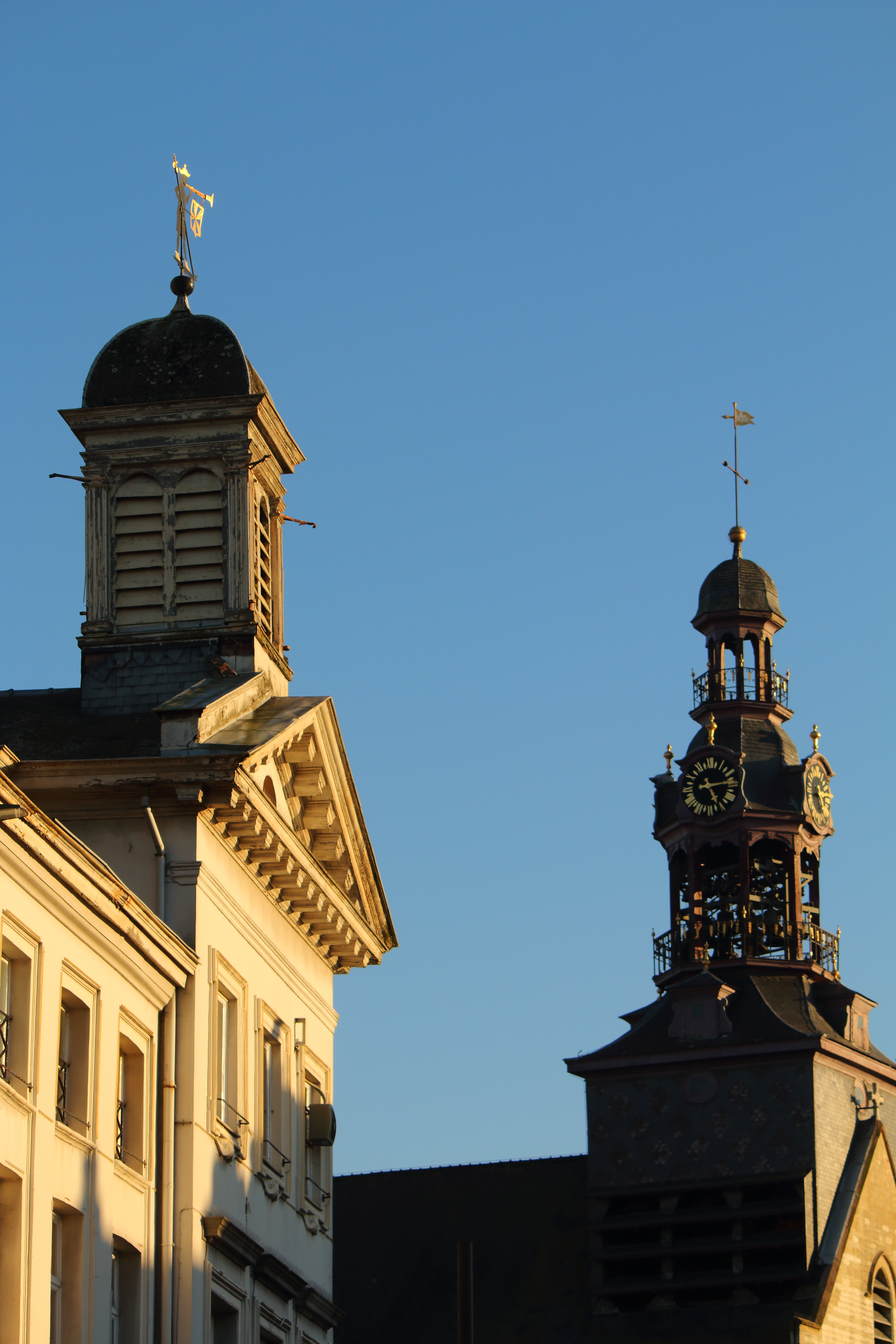
Hôtel de ville et église de l'Assomption, place du marché
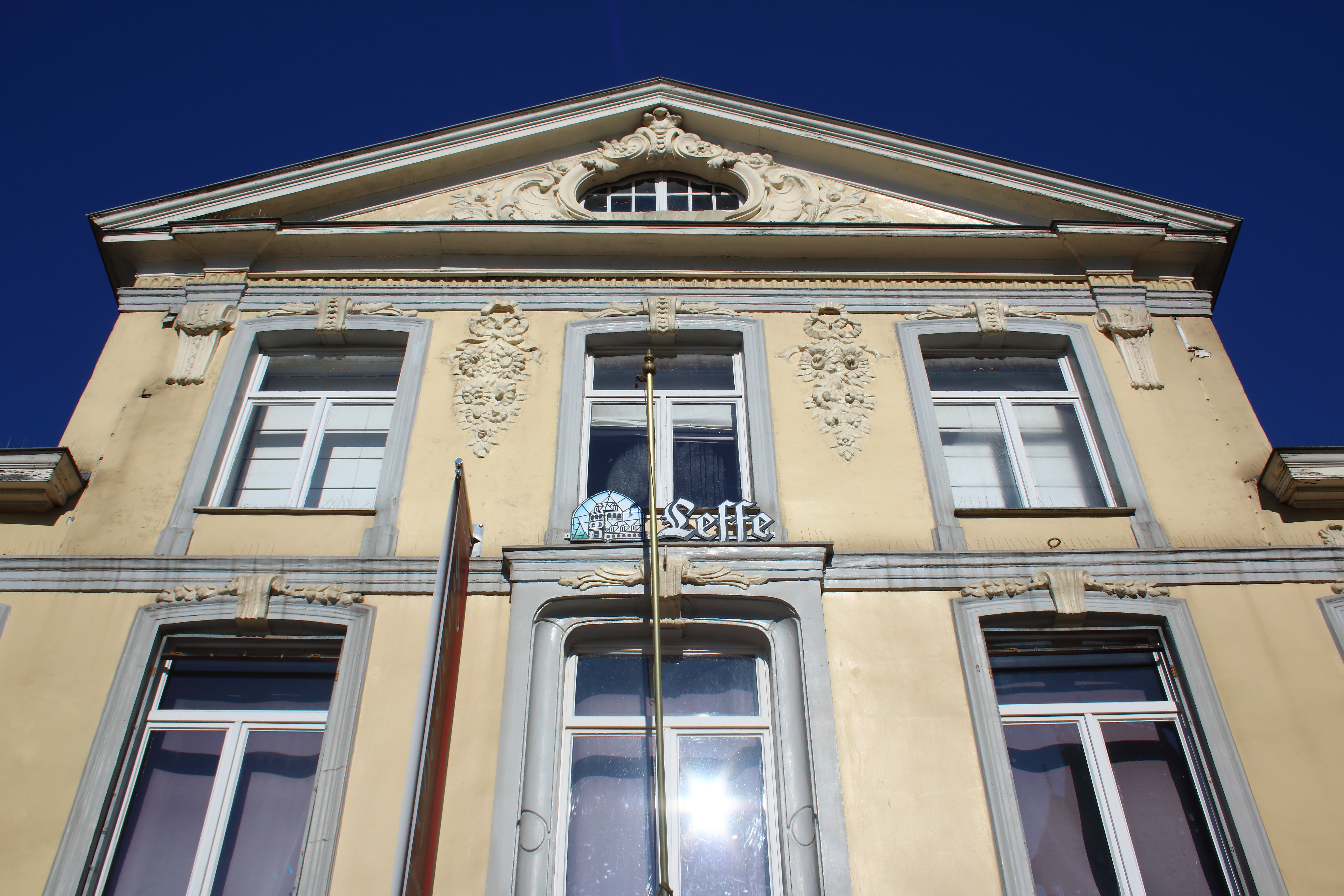
Maison du "Cercle catholique", place du marché
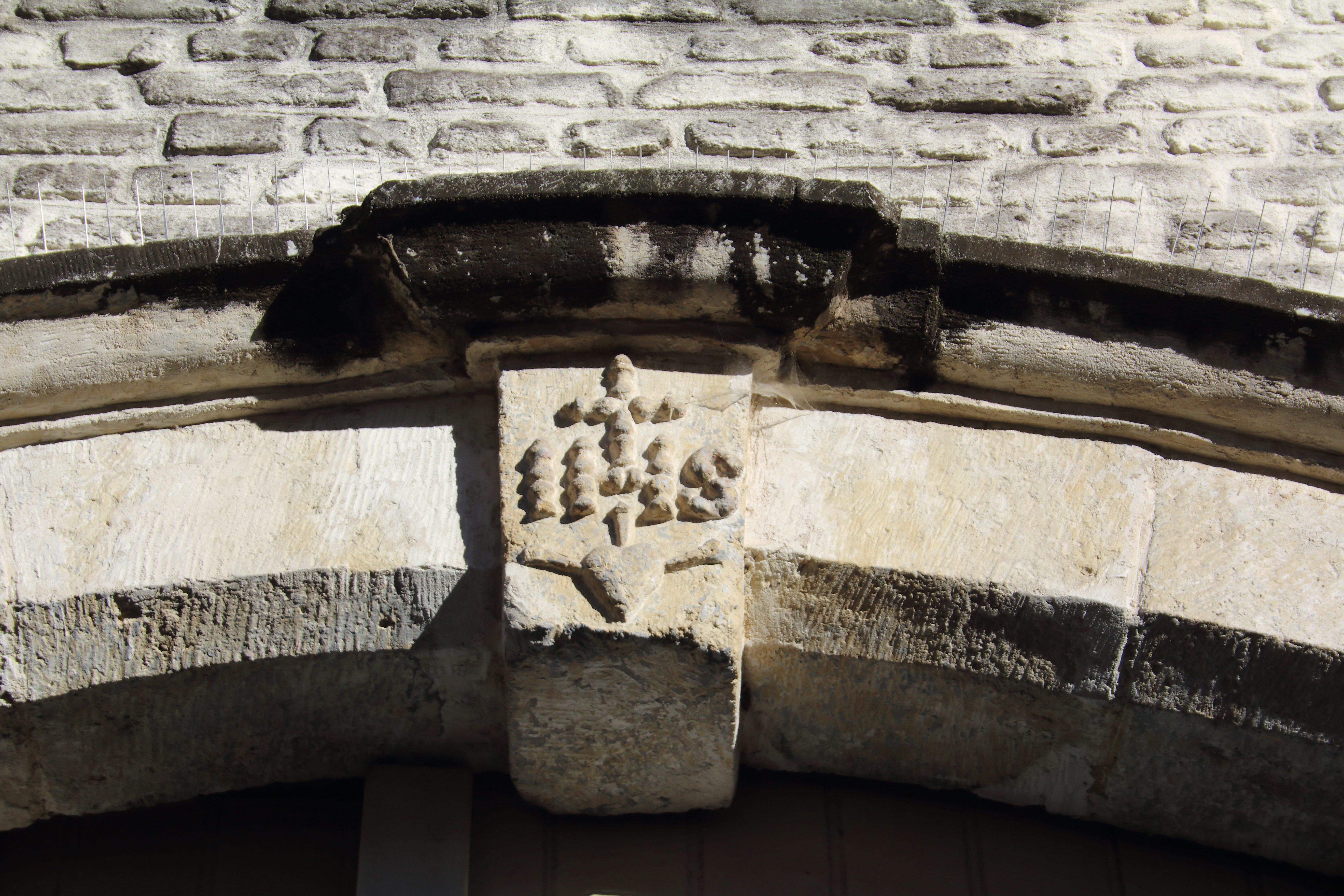
ancien hôpital, Hospitaalstraat
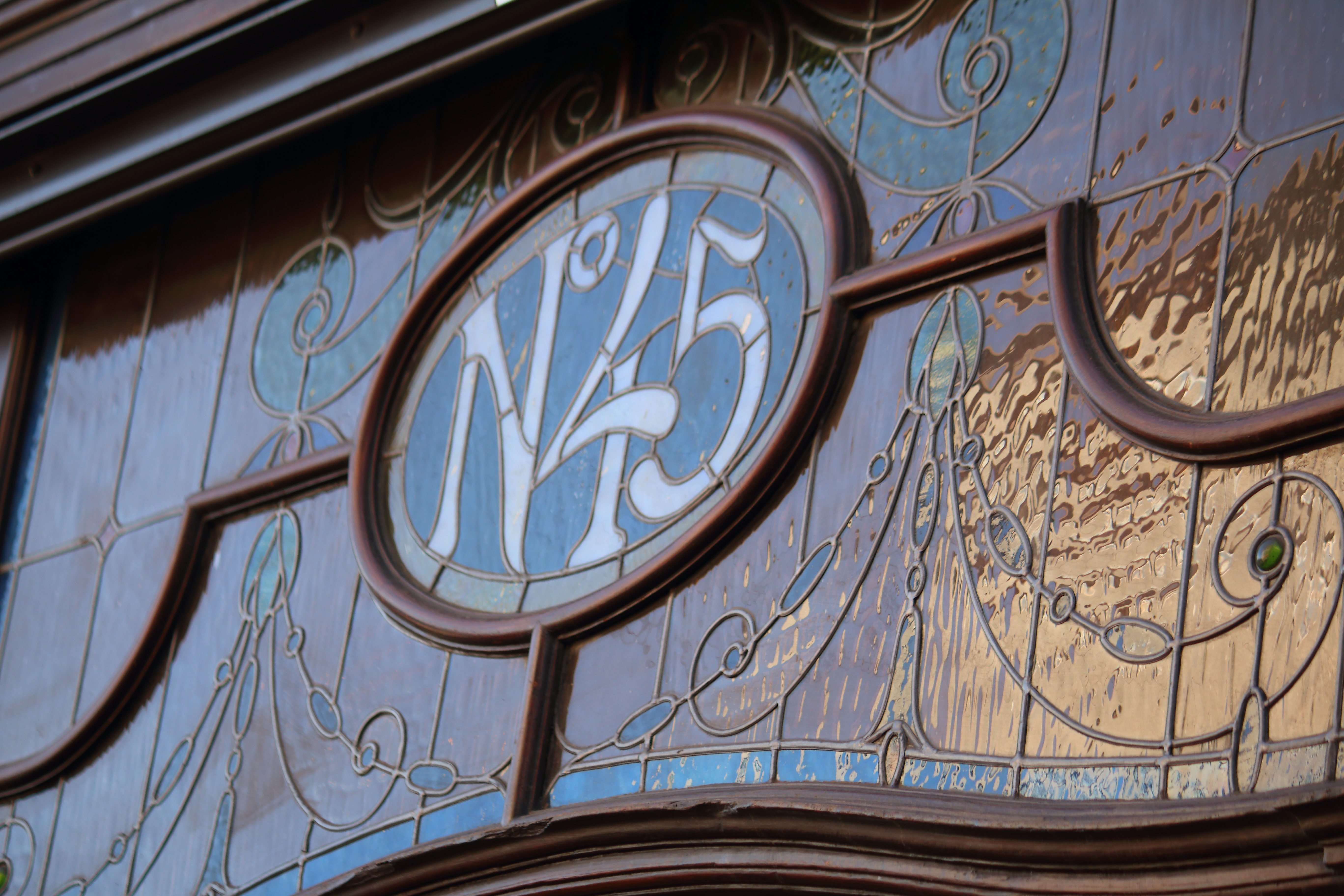
maison Art nouveau, Stationsstraat
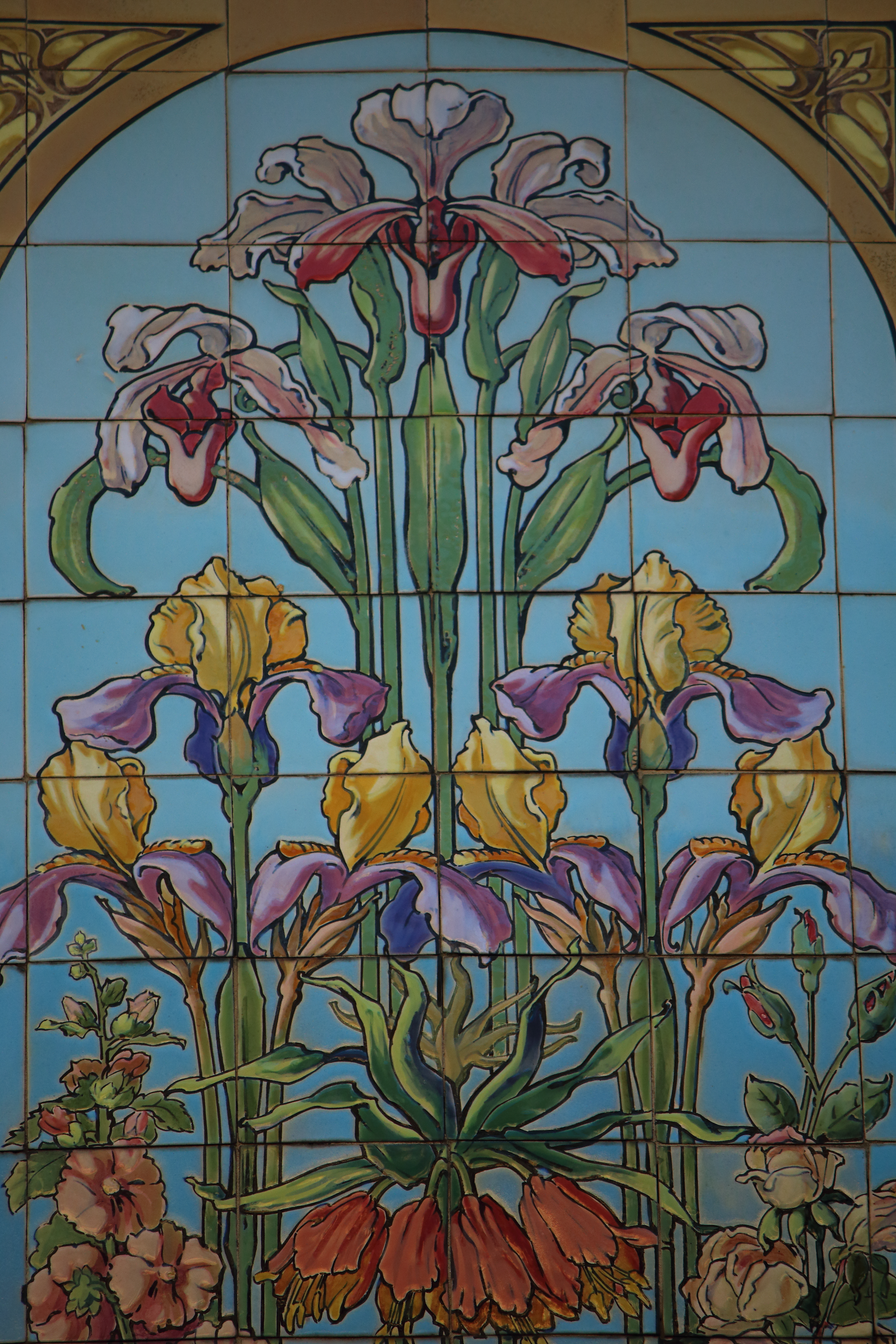
maison Art nouveau, Hoogstraat
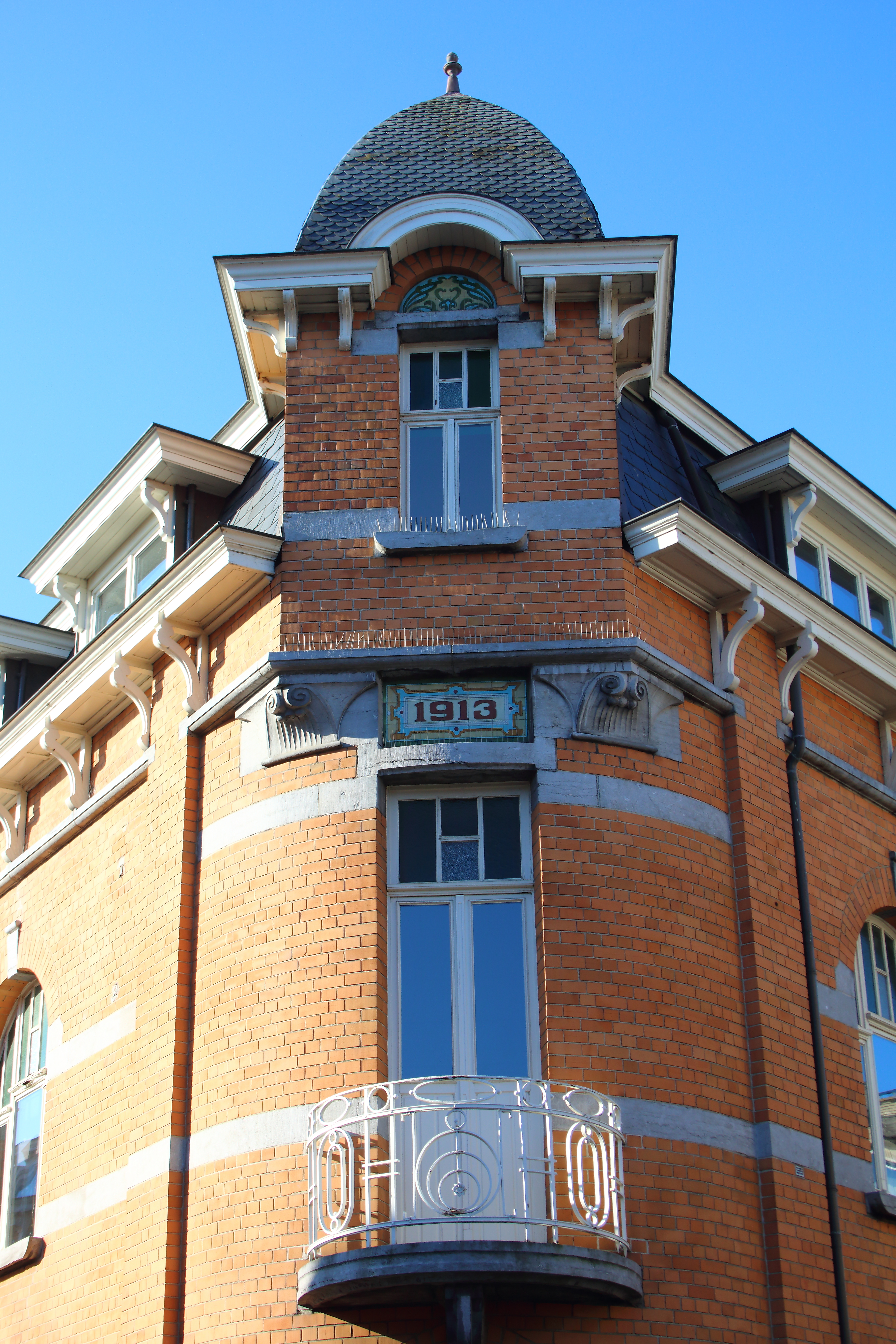
maison Art nouveau, Laurens De Metsstraat
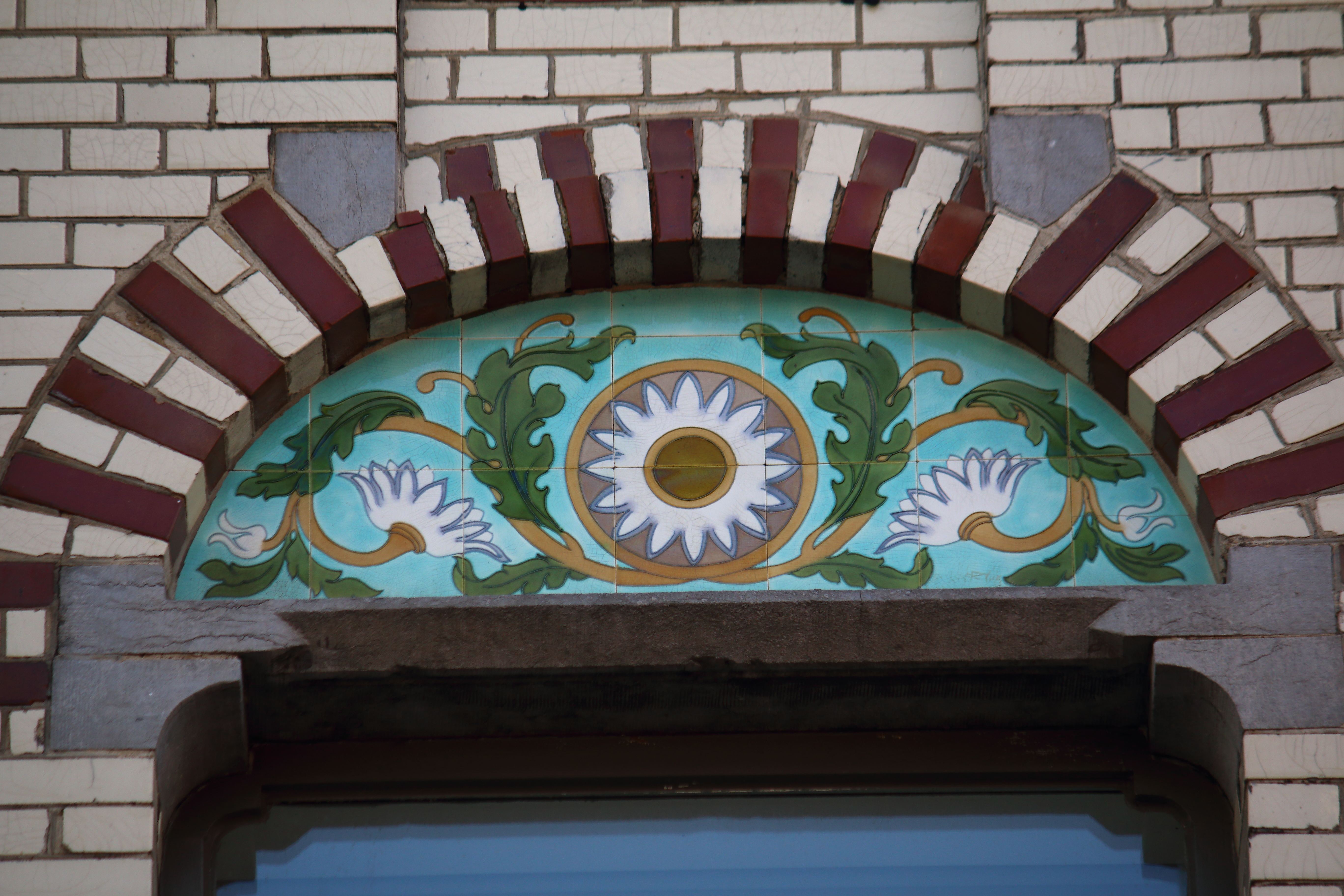
maison Art nouveau, Léonce Roelsstraat
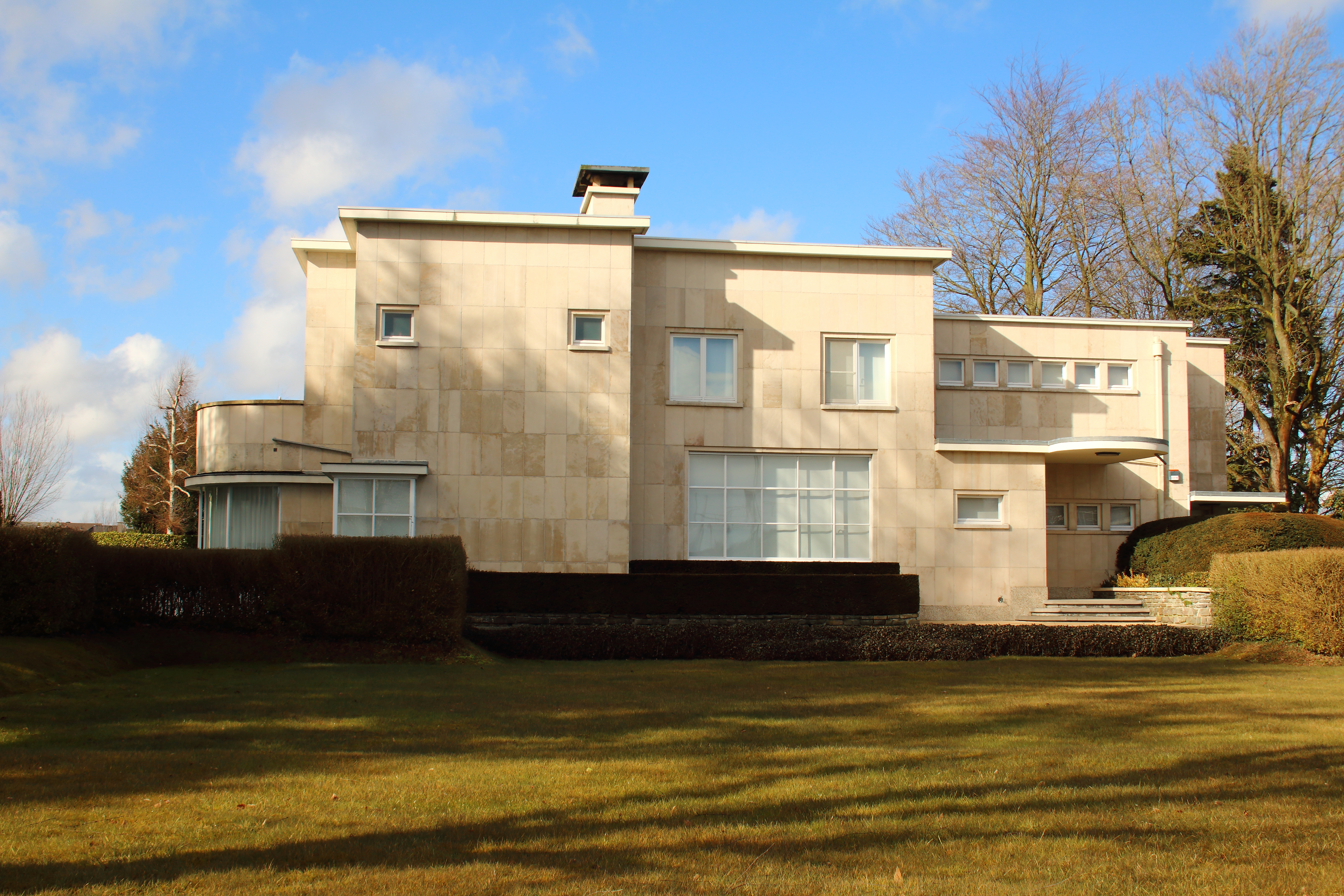
Villa Art déco, Bruggenhoek
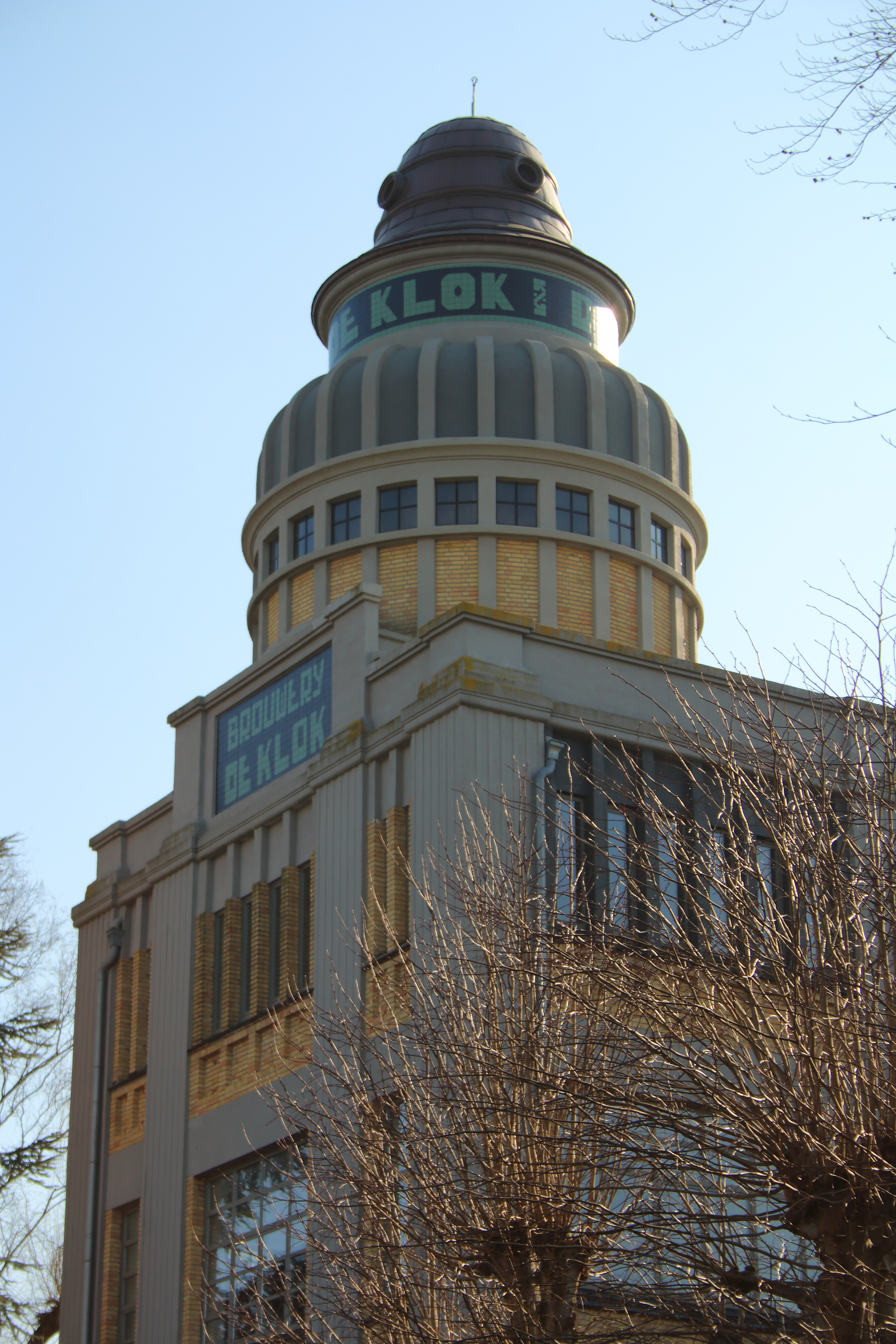
ancienne brasserie 'Brouwerij De Klok'
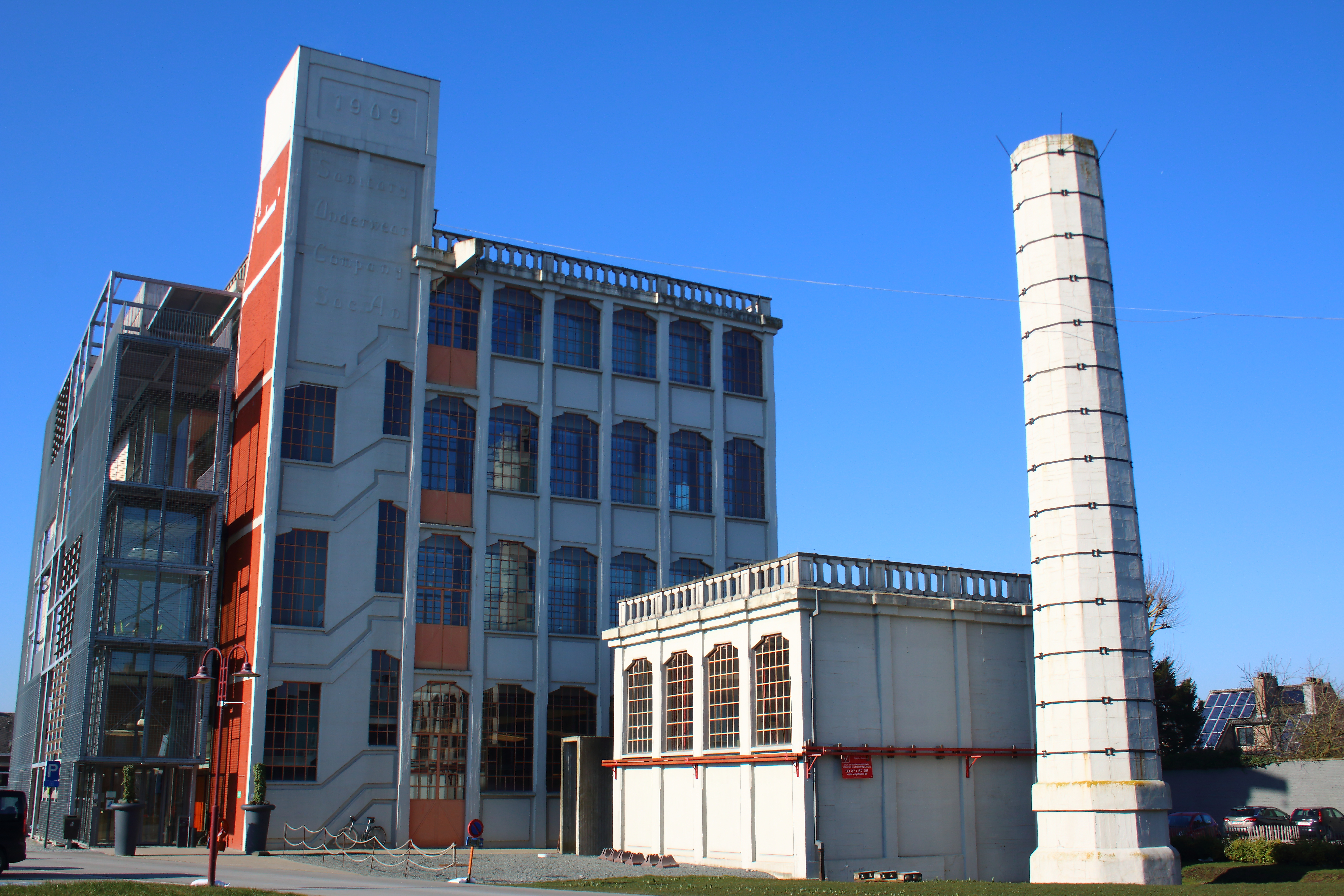
ancienne usine 'Sanitary', centre administratif de la ville
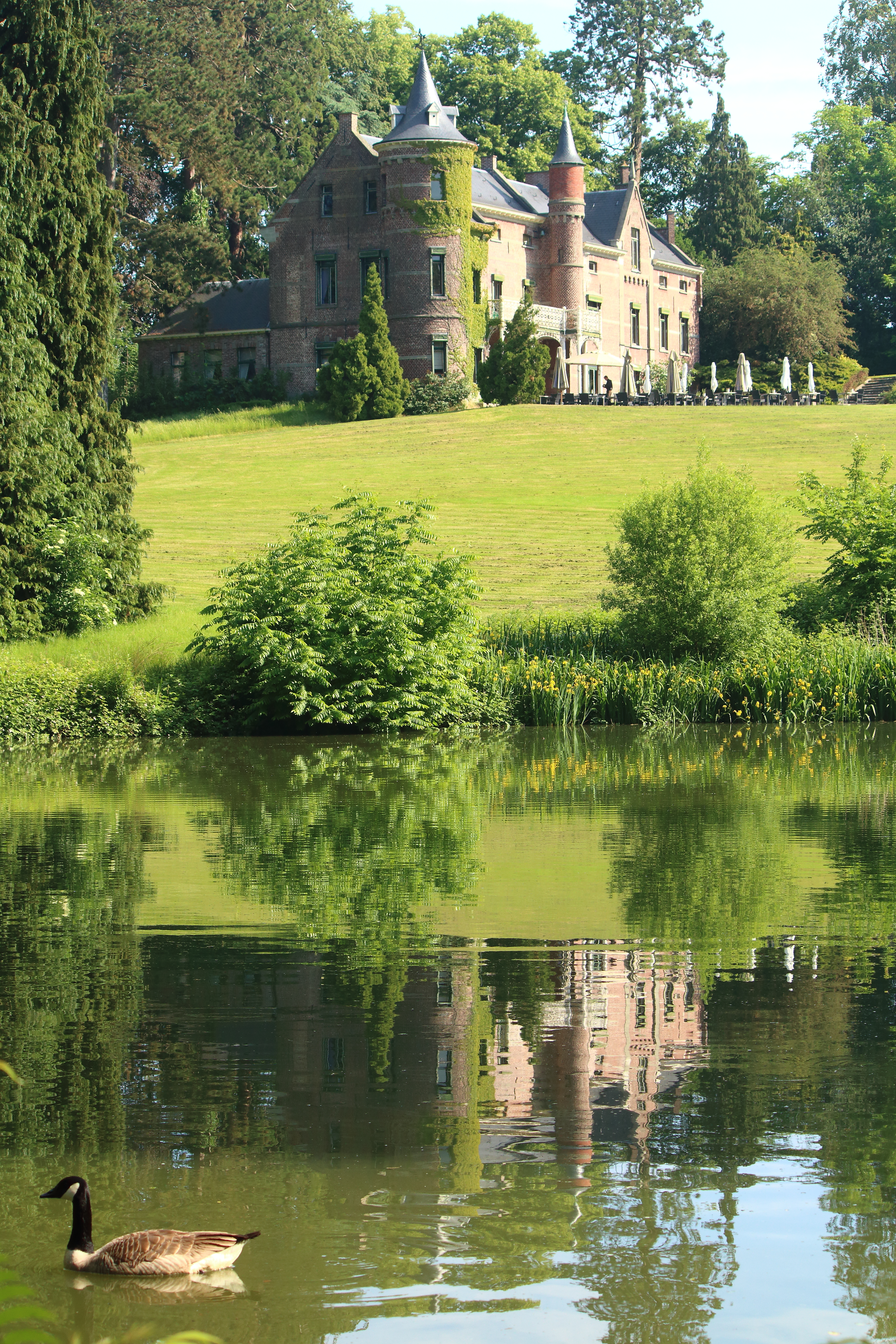
domaine de Breivelde
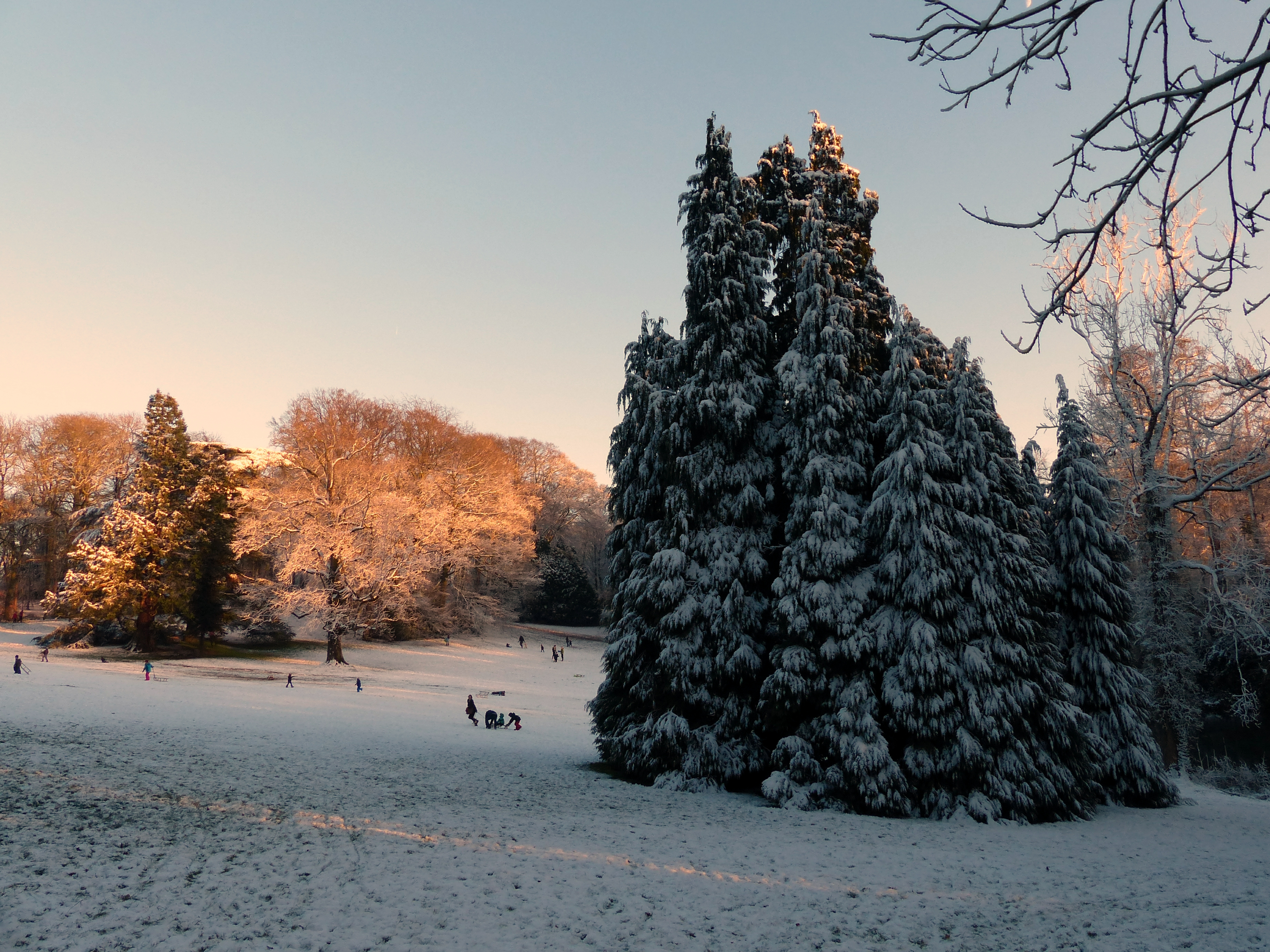
domaine de Breivelde
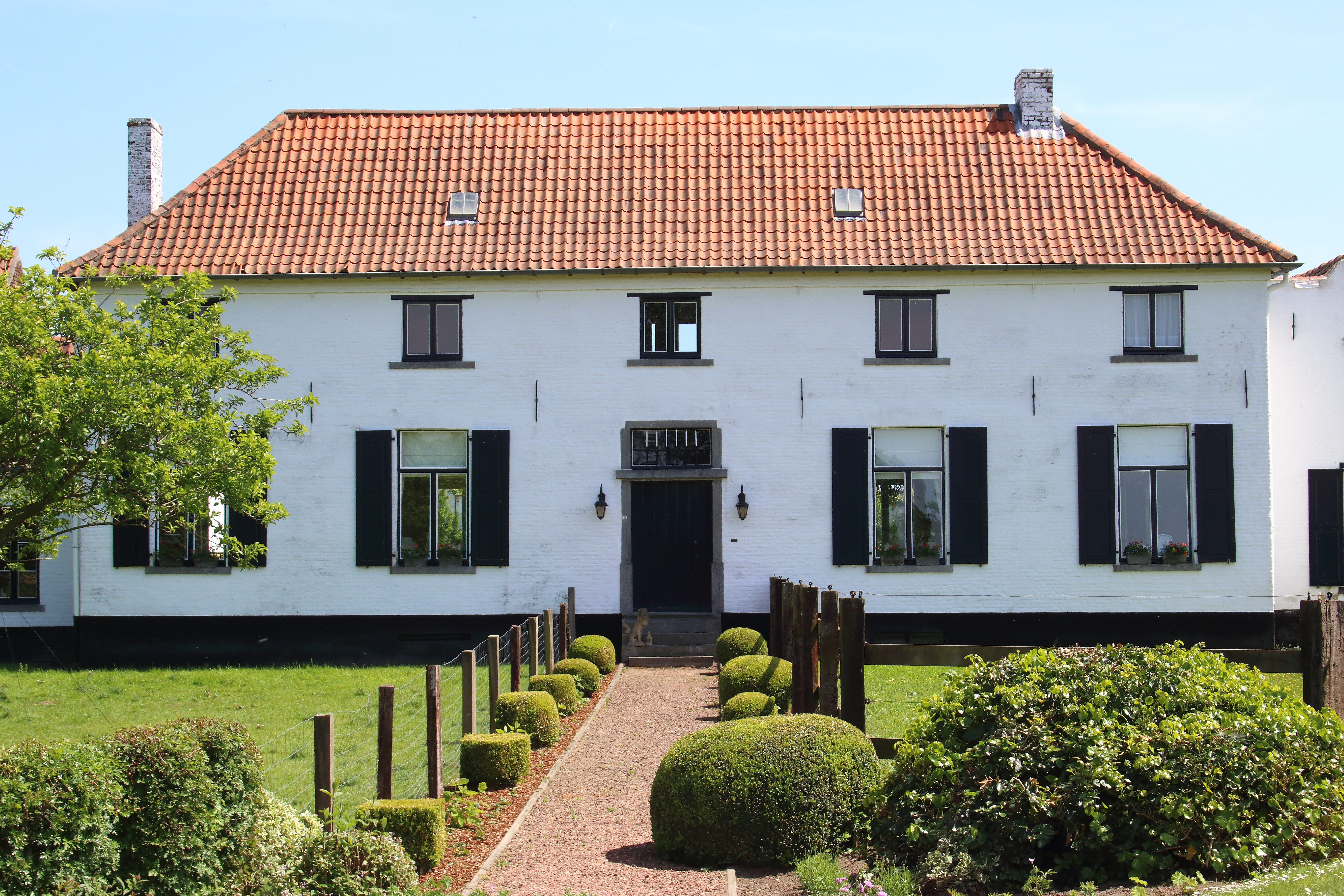
anciennes fermes 'Munkboshoeven'
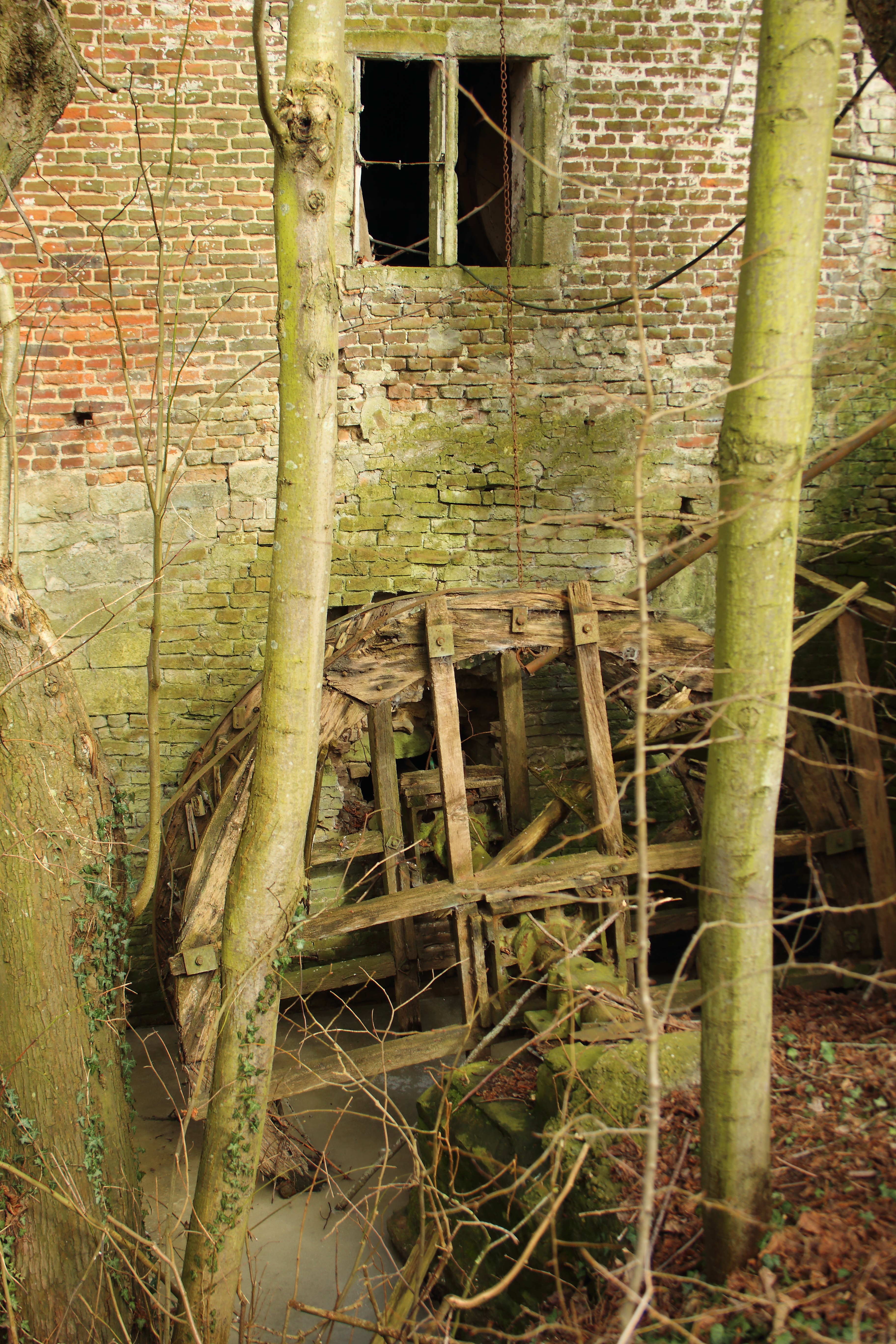
moulin à eau 'Driesmolen'
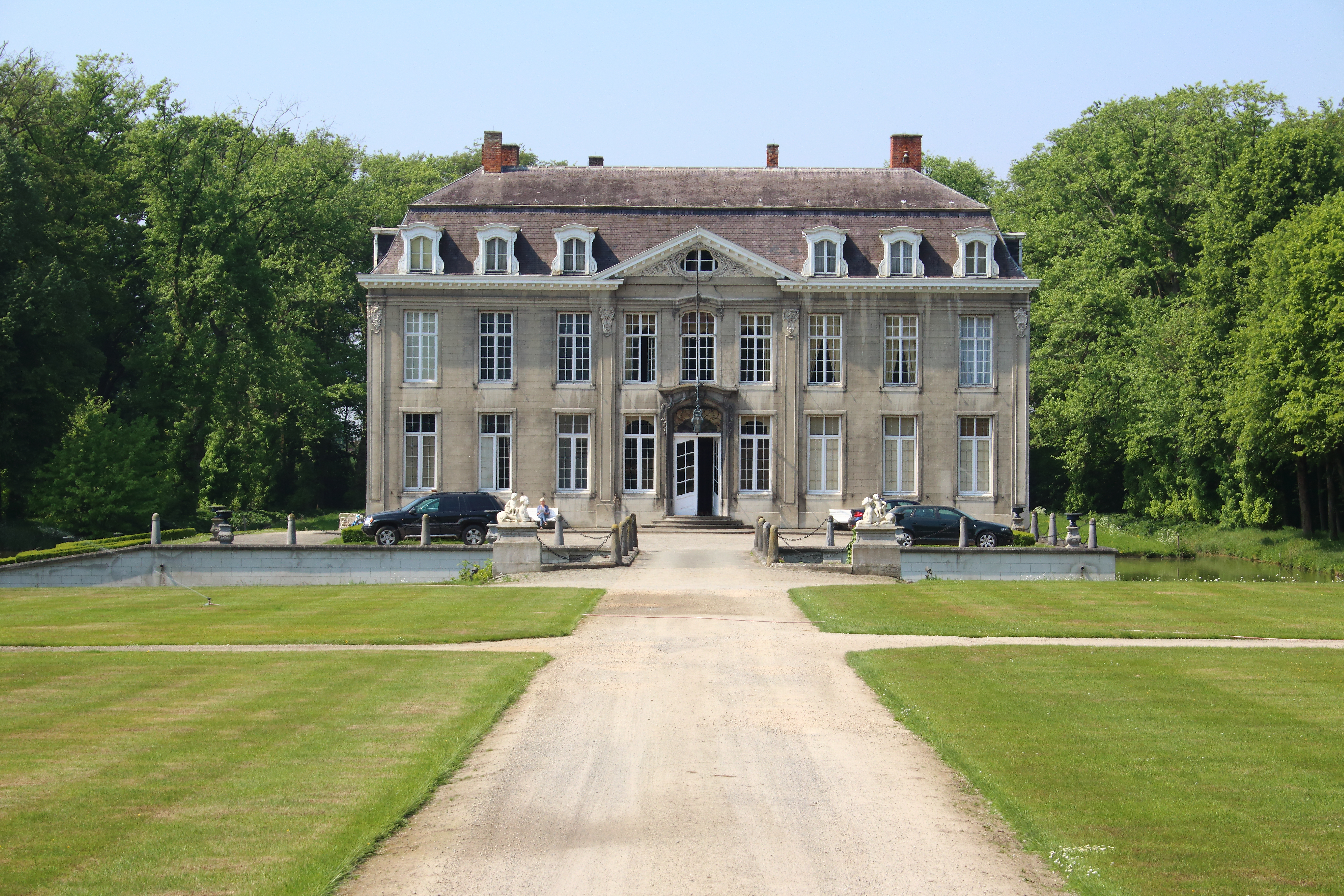
Château de Leeuwergem
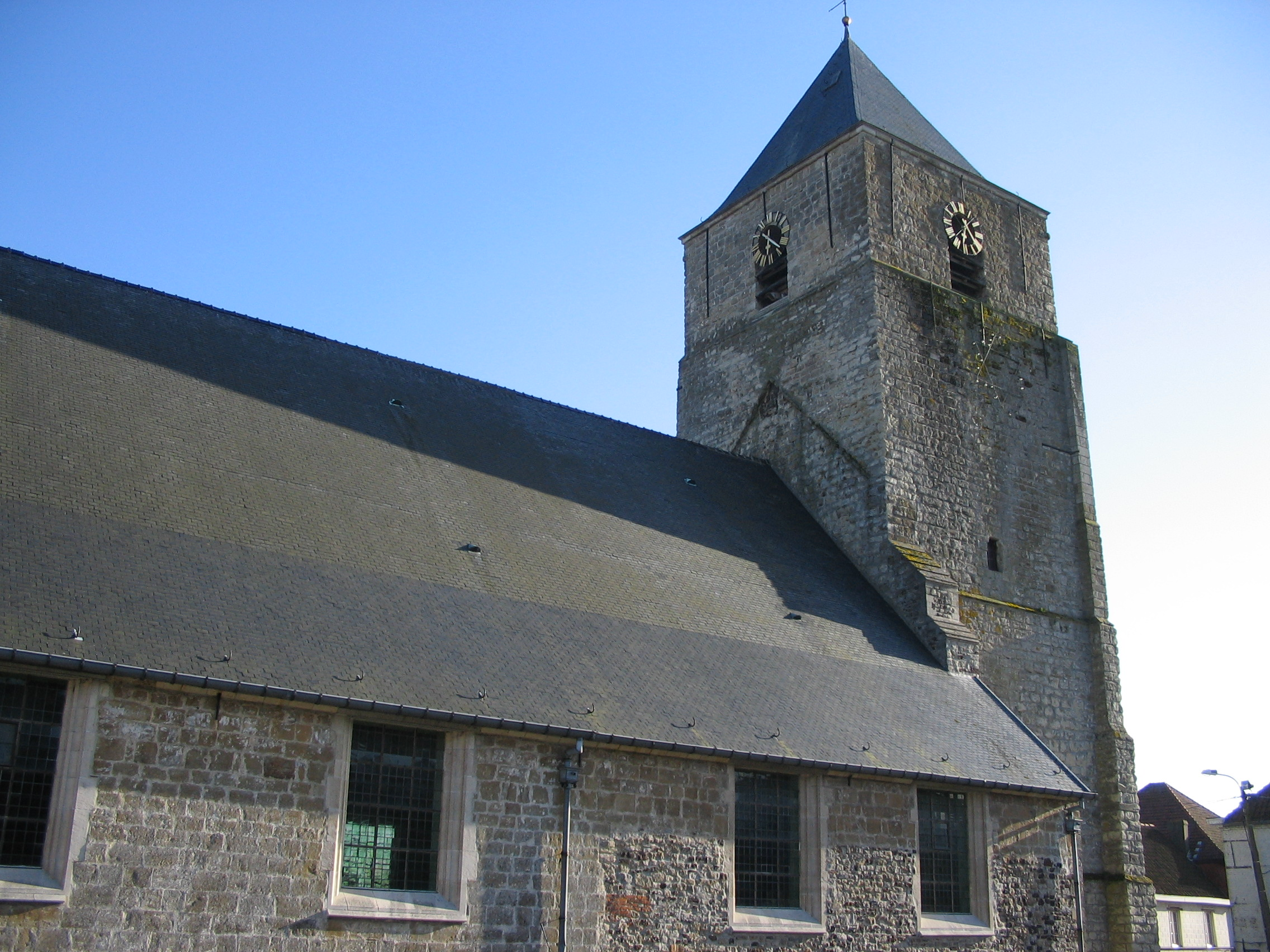
église Saint-Martin de Velzeke
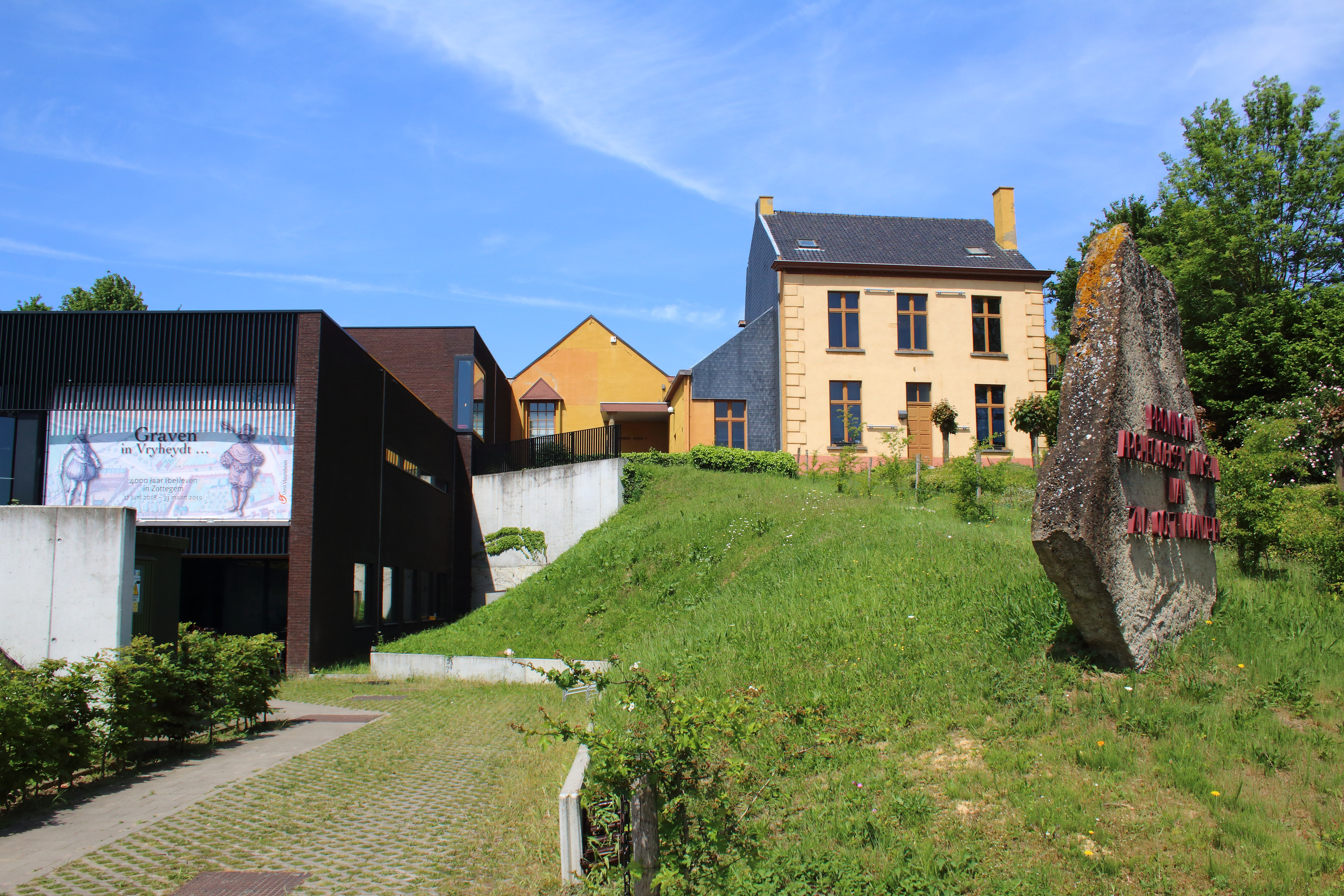
musée archéologique de Velzeke
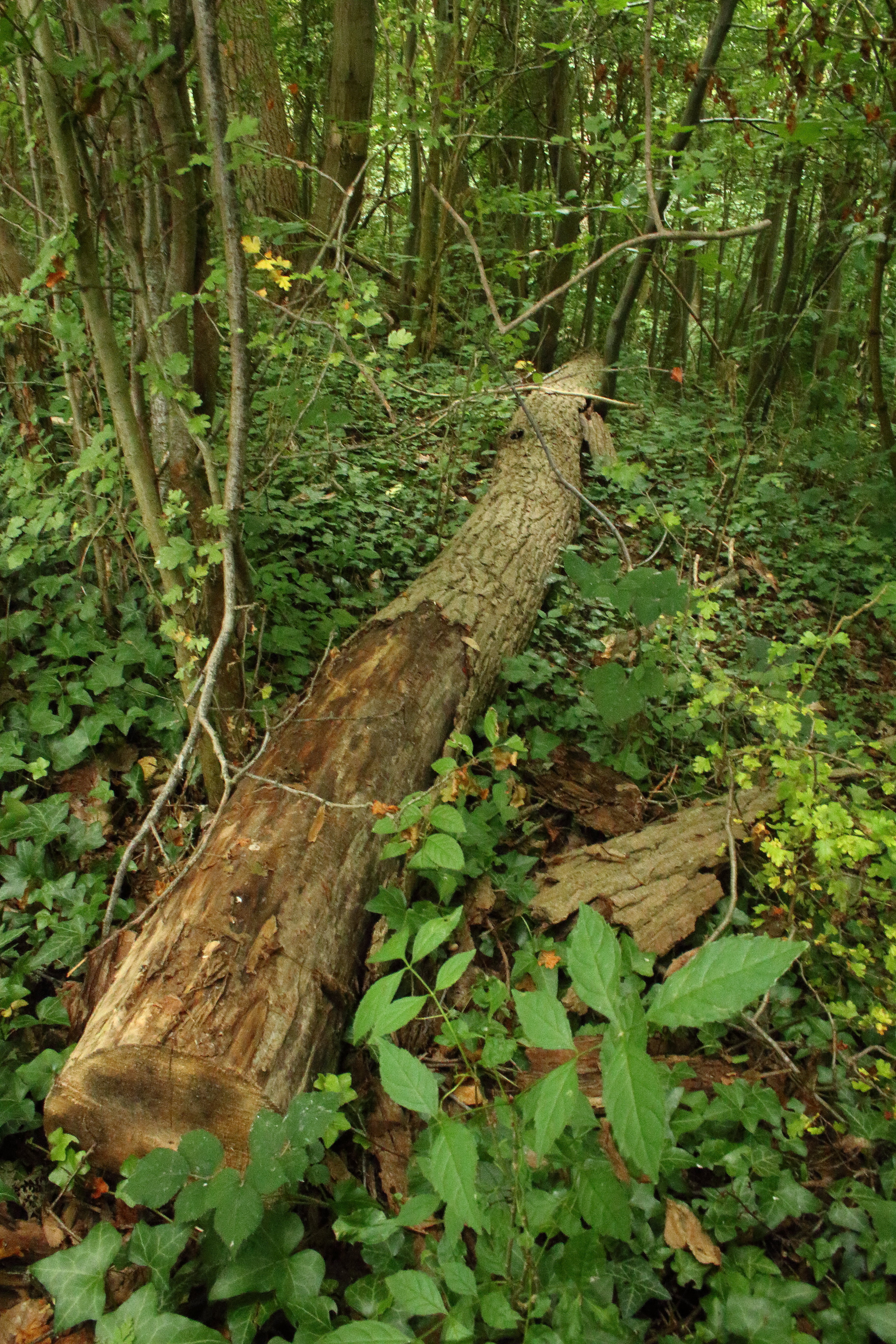
réserve naturelle 'Steenbergse bossen'
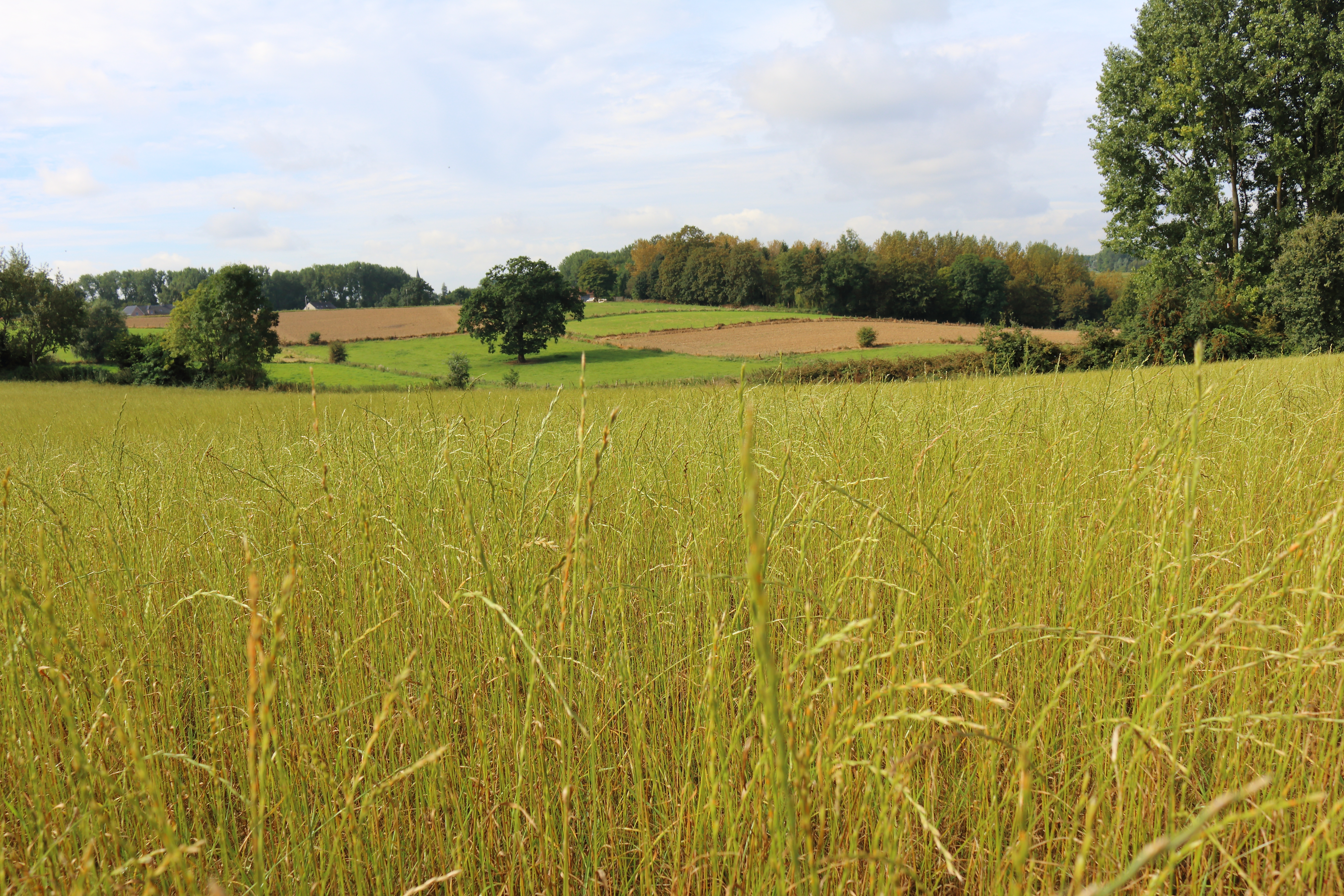
réserve naturelle 'Steenbergse bossen'
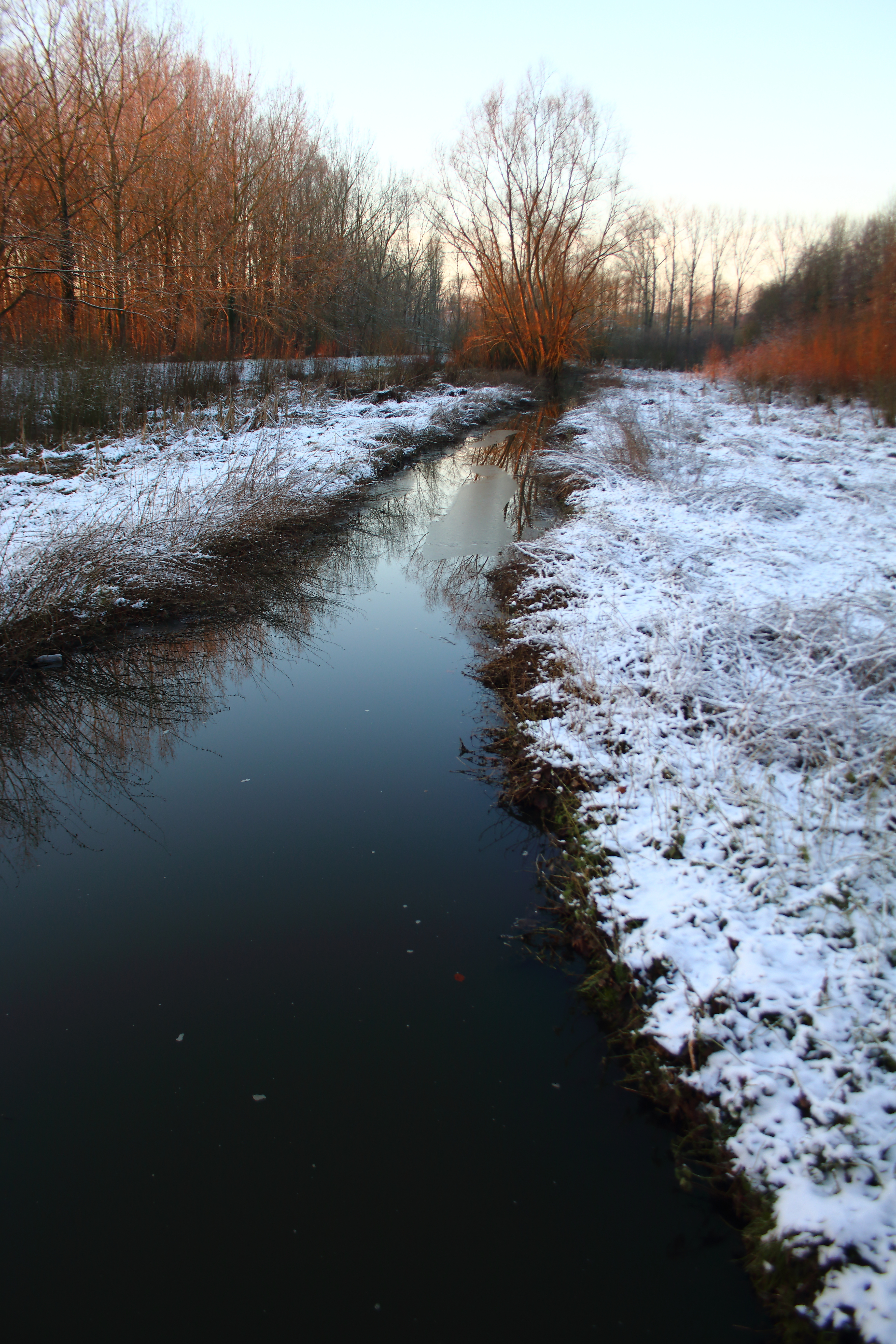
réserve naturelle 'Wachtspaarbekken Bettelhovebeek'
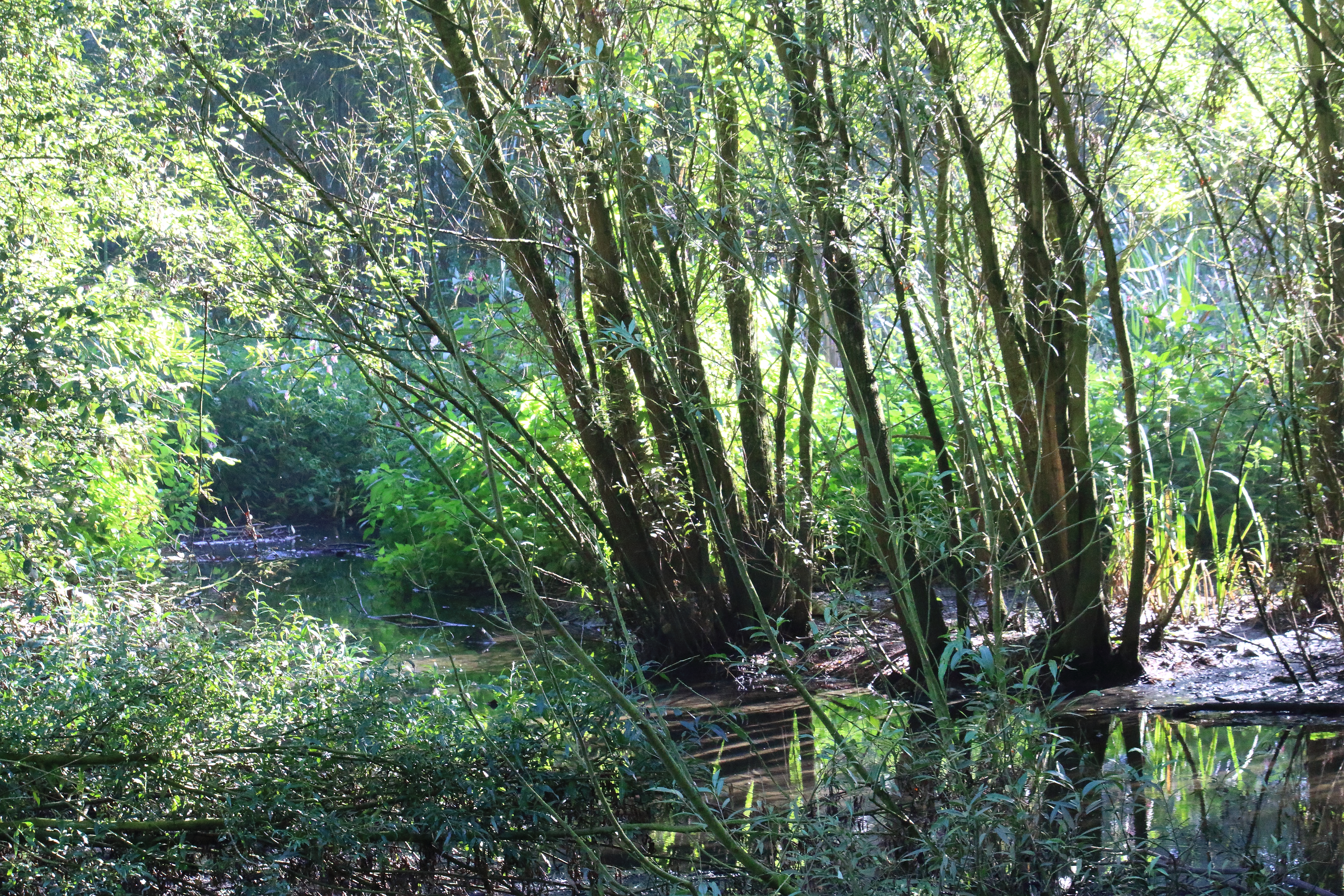
réserve naturelle 'Wachtspaarbekken Bettelhovebeek'
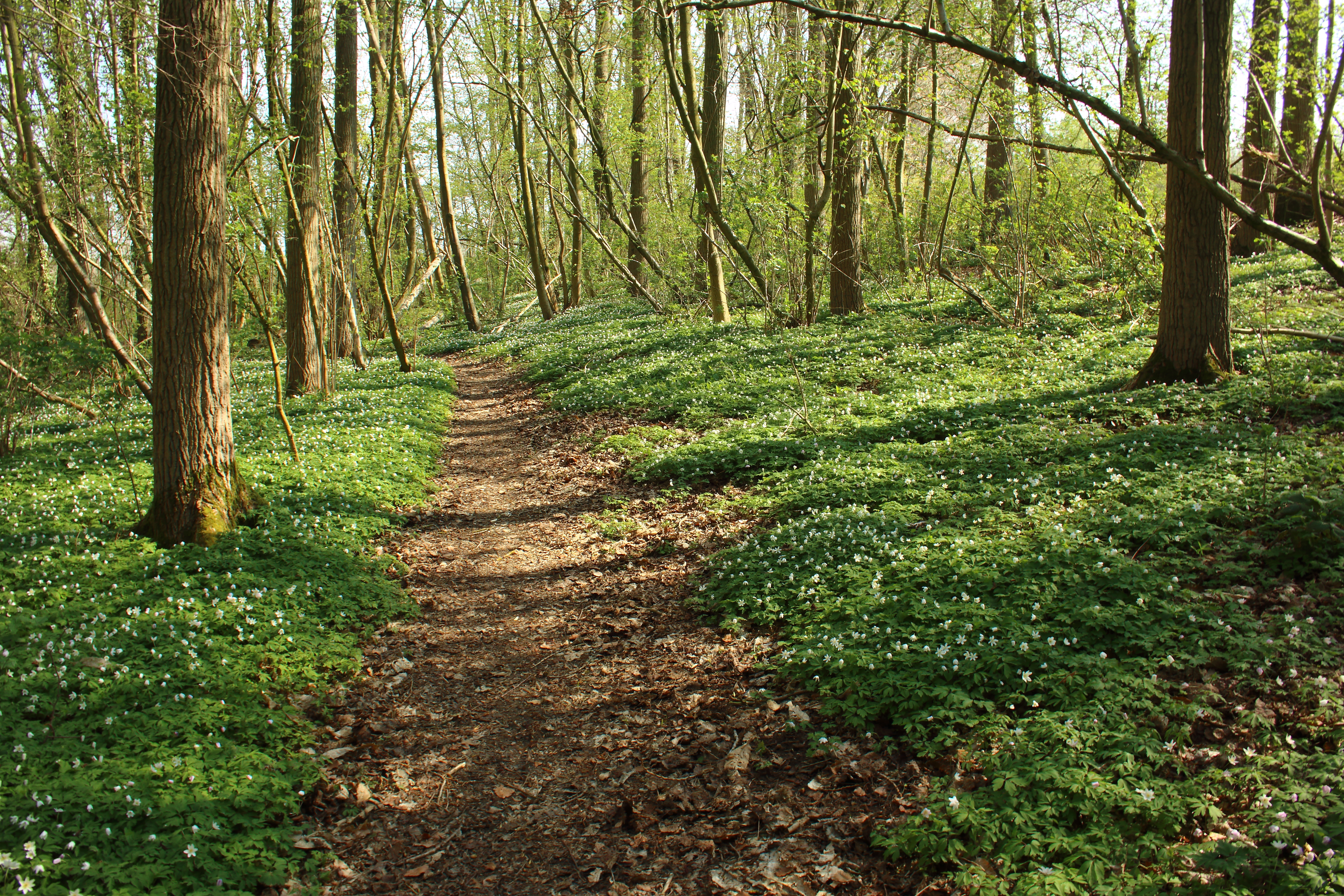
réserve naturelle 'Kloosterbos'
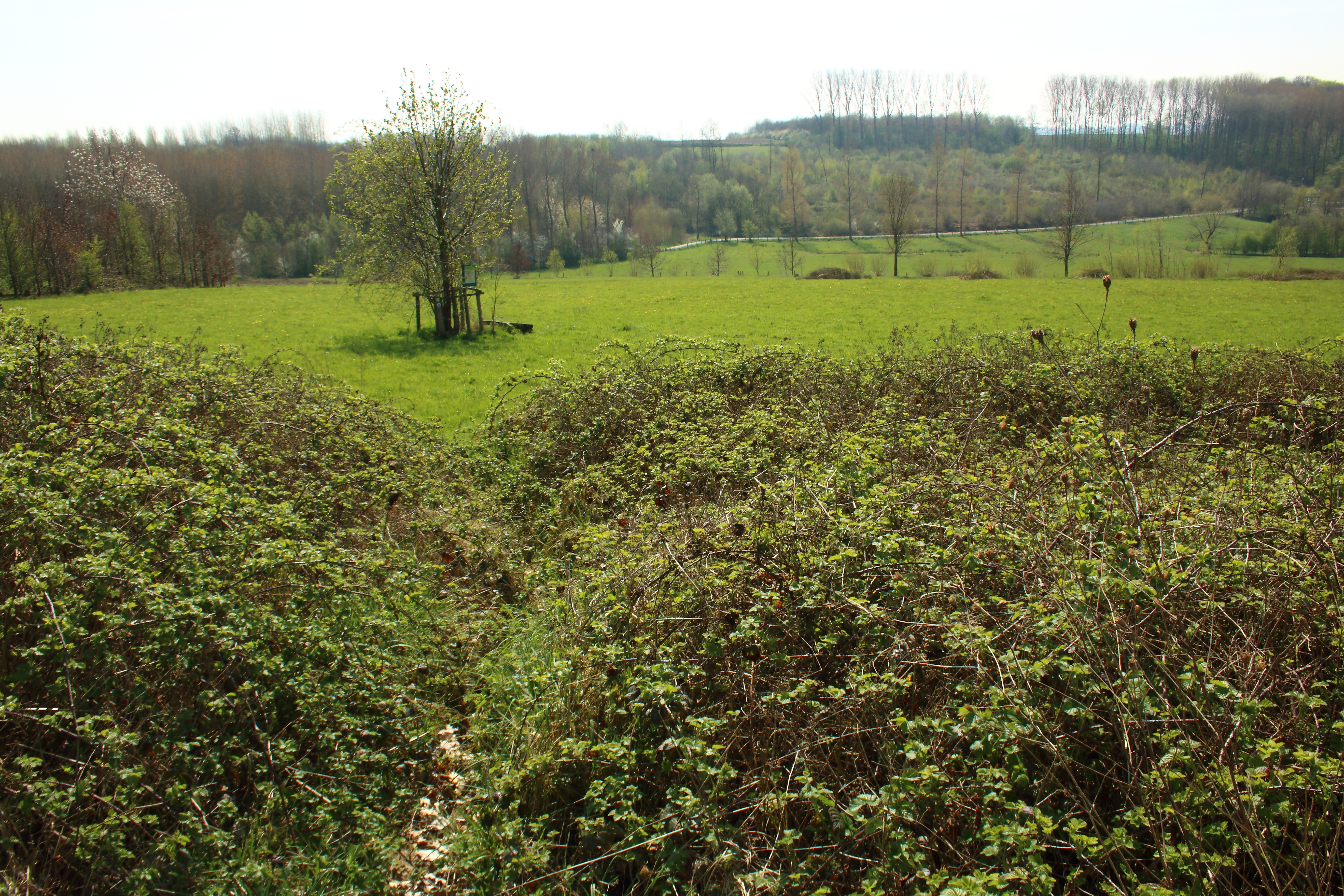
réserves naturelles 'Middenloop Zwalm (Vossenhol)' et 'Kloosterbos'
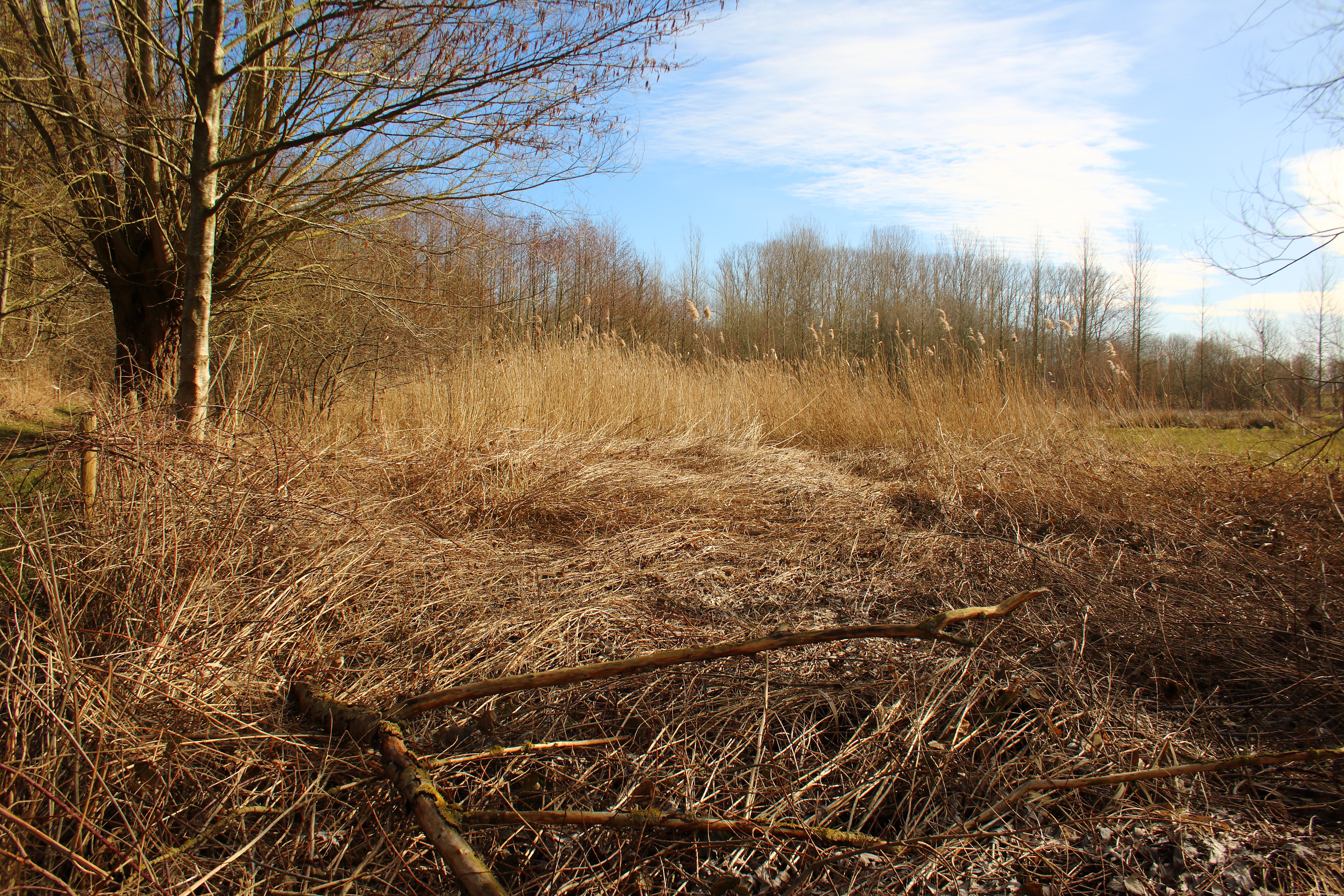
réserve naturelle 'Middenloop Zwalm (Jan de Lichte)'
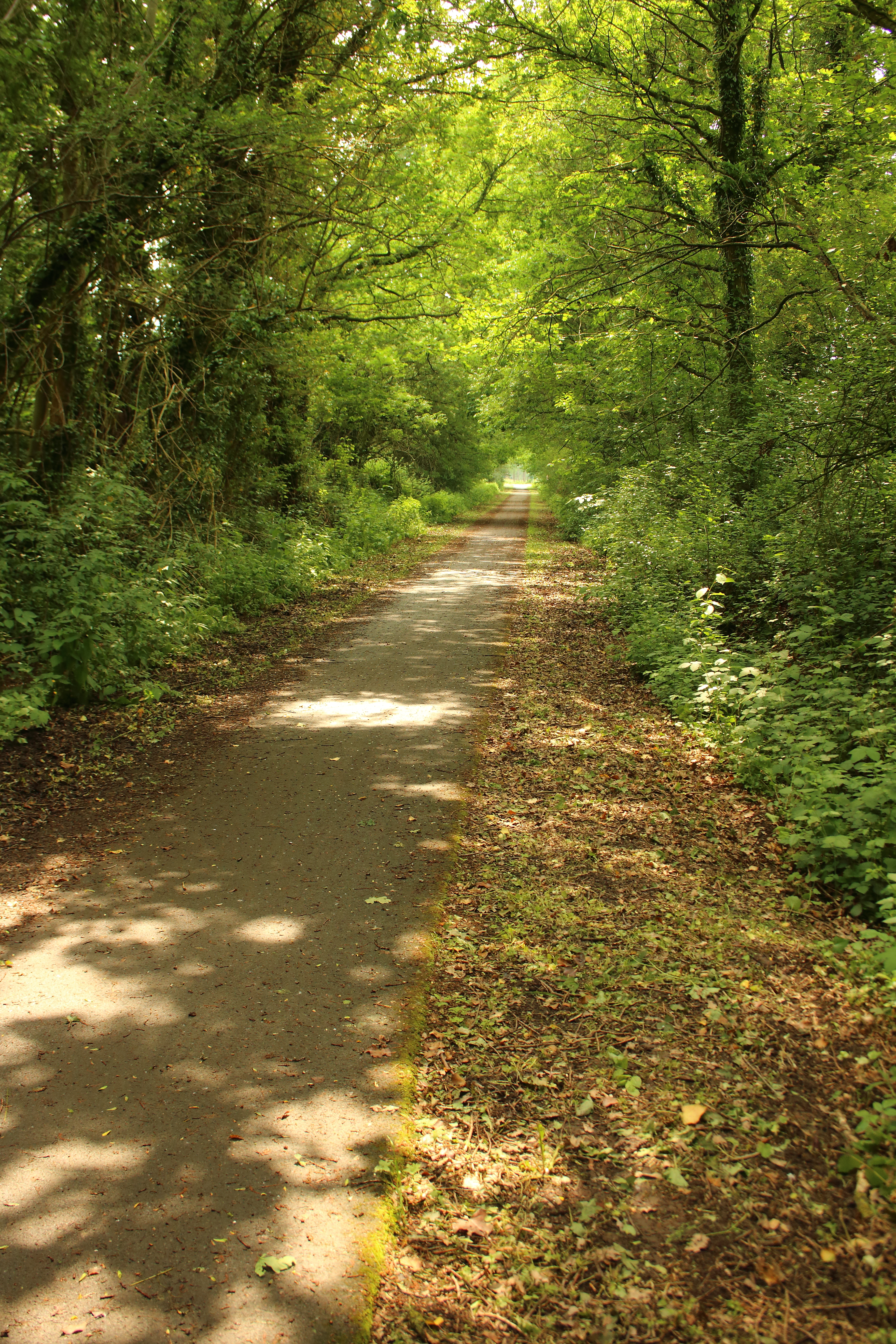
ancienne voie ferrée/sentier pédestre 'Mijnwerkerspad' (sentier des mineurs), réserve naturelle 'Middenloop Zwalm'